# Geografía de Costa Rica
Costa Rica se encuentra localizada dentro de las coordenadas geográficas 8° y 11°15′, de latitud norte, y 82° y 86°, de longitud oeste. Incluyendo su área insular, tiene una extensión de 51.100 km² (50.560 km² de tierras y 440 km² de agua). Junto a Belice y El Salvador es uno de los estados más pequeños de América Central. Limita al norte con Nicaragua con la que comparte 309 km de frontera y al sureste con Panamá con la que comparte 330 km, al este con el mar Caribe y al oeste, y al sur con el océano Pacífico.
La longitud del litoral comprende 1.228 km, de los cuales 1.016 están en la costa pacífica y 212 km en el mar Caribe. La costa pacífica presenta una serie de irregularidades como penínsulas, golfos y bahías, condición que facilita el establecimiento de zonas portuarias y para el desarrollo turístico. Por el contrario la costa del Caribe es más regular, pero menos apta para este tipo de instalaciones. El país tiene soberanía sobre 200 mn de zona exclusiva económica, y 12 mn de aguas territoriales.
El país posee un eje montañoso central longitudinal con dirección noroeste-sureste, dividido en cuatro cordilleras, a partir de las cuales nacen los ríos, que desembocan en las vertientes de ambos océanos. La acción de estos ríos ha dado lugar a tres grupos de llanuras, que son más extensas hacia el litoral atlántico. El centro del país está ocupado por una depresión tectónica conocida como Valle Central, donde vive la mayoría de la población. El país cuenta con cerca de 200 volcanes, de los cuales 5 están activos. La isla del Coco, en el océano Pacífico, es parte del territorio nacional.
Desde sus orígenes como territorio ístmico, ha sido puente biológico donde coexisten especies de flora y fauna pertenecientes al neoártico, al neotrópico y algunas otras a la región de las Antillas. Debido a esta biodiversidad, se localizan zonas de vida, las cuales incluyen desde paisajes litorales localizados a nivel del mar hasta paisajes de páramo sobre los 3.000 m de altitud.
La biodiversidad permite al país poseer una herpetofauna de alrededor de 360 especies (150 anfibios y 210 reptiles), una avifauna de aproximadamente 850 especies (625 anidan y 225 son migratorias), una mastofauna de casi 205 especies, entre las que encontramos murciélagos y mamíferos no voladores, más de 2000 especies de árboles y cerca del 10% de los helechos del mundo.

## Geología

### Historia geológica de Costa Rica

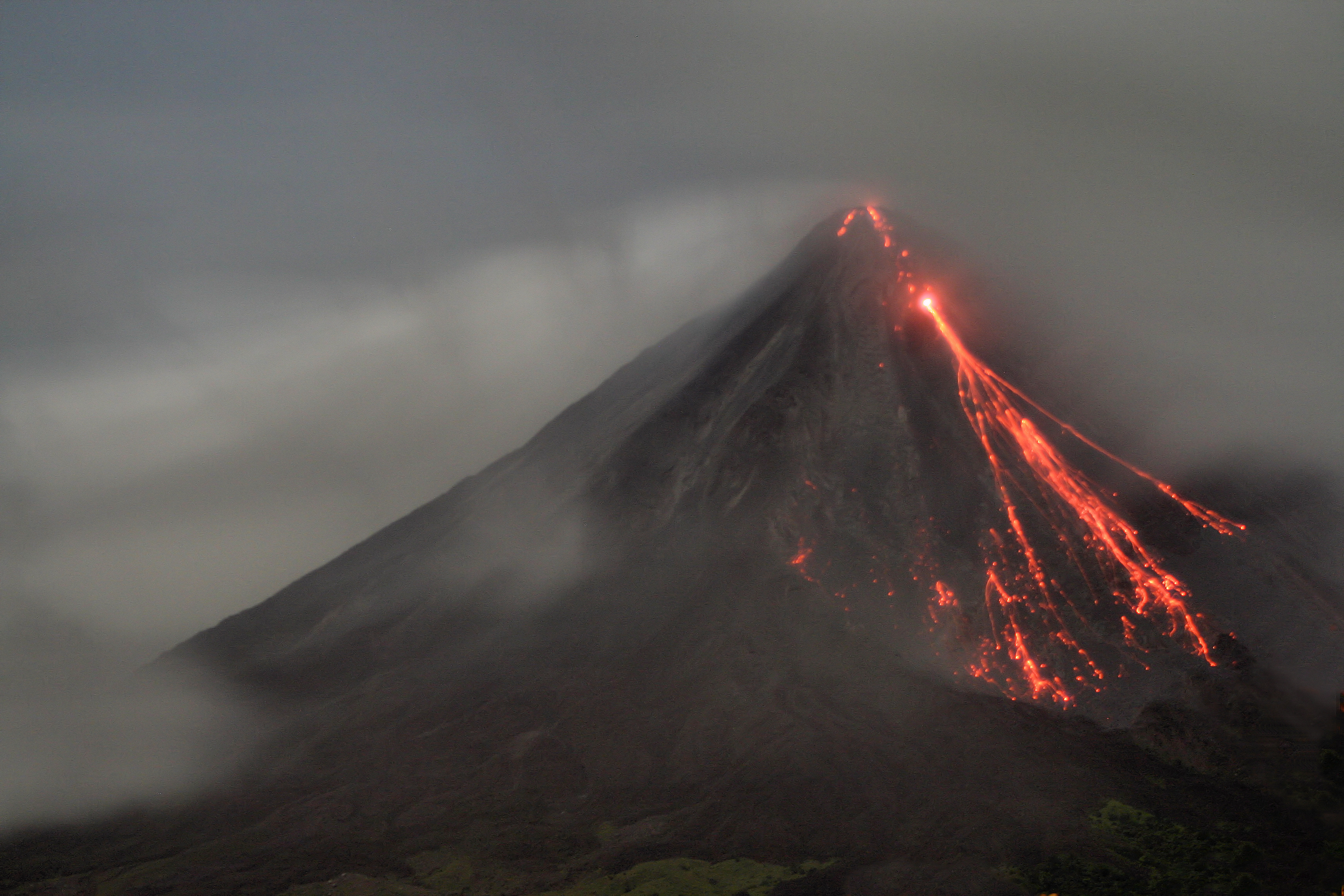
La intensa actividad volcánica, junto al proceso de erosión y sedimentación de dicho material, ha dado lugar al territorio continental de Costa Rica. En la foto, erupción nocturna del volcán Arenal en 2006.

La historia geológica dio inicio cerca del Periodo Jurásico Inferior-Superior, hace unos 200 millones de años. Ya para este tiempo, las masas continentales probablemente se encontraban situadas en una posición muy similar a la actual.
El proceso orogénico se inició con actividad volcánica, acompañada de surgimiento de dorsales oceánicas y crestas submarinas. Como resultante de este proceso surgió un arco de islas orientado hacia el este, el cual se conocería más tarde como arco externo, representado actualmente por una serie de sierras desgastadas, localizadas en la península de Nicoya, Playa Herradura, península de Osa y Punta Burica.
La principal característica de este periodo, fue una intensa actividad volcánica y debido a los procesos de erosión que sufren los relieves iniciales, comienza un aumento en la sedimentación de dichas áreas. Durante el Eoceno Inferior-Medio, hace unos sesenta millones de años desapareció casi la totalidad del arco externo, emergiendo en forma posterior una serie de islas conocidas con el nombre de Guanarivas.
Durante el Periodo Oligoceno hace 25 millones de años, estas islas desaparecieron bajo el océano y fueron cubiertas por material detrítico como consecuencia de la degradación y posterior sedimentación de las formaciones recientes.
Debido al intenso vulcanismo originado en los montes del Aguacate, la cordillera de Talamanca inicia su ascenso a partir del Periodo Mioceno hace 1,8 millones de años, alcanzando la mayor altitud del arco interno. Dicho vulcanismo tiempo después daría origen a la Cordillera Volcánica Central y a la Cordillera Volcánica de Guanacaste.

### Placas tectónicas

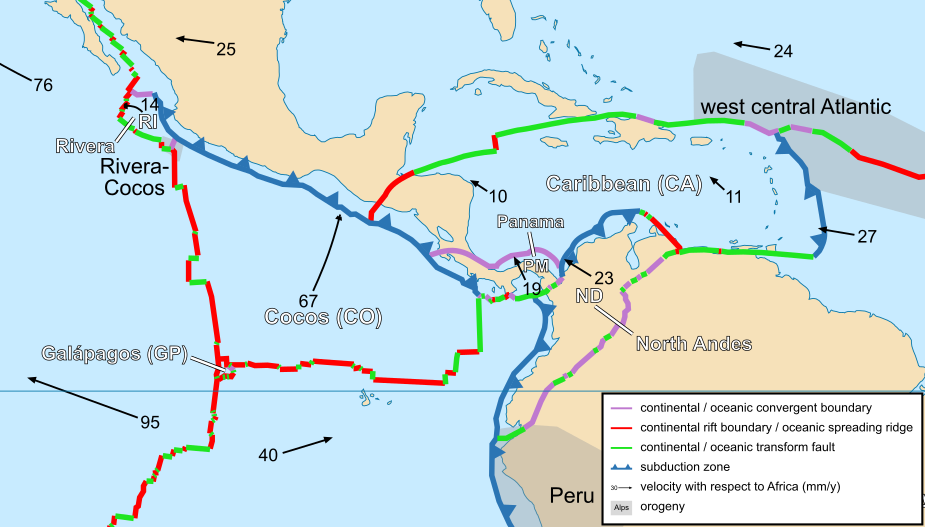
La subducción de las placas Cocos y Caribe produce una fractura del terreno y un efecto de levantamiento tectónico, lo que da origen a las montañas centrales de Costa Rica, y es la razón de muchos de los terremotos que han ocurrido en el país a lo largo de su historia.

Frente a la costa pacífica del istmo centroamericano se encuentra una depresión submarina llamada Fosa Mesoamericana.
Costa Rica se encuentra en la zona de convergencia de la Placa de Cocos y Placa del Caribe. Al sureste del territorio ambas placas interactúan con la Placa de Nazca, caso conocido como punto triple, que está situado en la región del golfo Dulce. El proceso de subducción hace que la placa Coco se esté hundiendo poco a poco bajo la emergente placa del Caribe. Esta se desliza hacia el este produciendo así el surgimiento paulatino del territorio costarricense, con un surgimiento de 10 mm por año.
Al producirse la subducción, por los esfuerzos de arrastre y compresión, una parte del material que se encuentra sobre la placa que está siendo subducida, es posteriormente fracturado, y debido a los procesos de levantamiento tectónico, se transformará en un relieve orogénico. Tal es el caso de la cordillera de Talamanca.
La otra parte del material se hunde y, por los cambios de presión y temperatura, termina por fundirse. Un porcentaje de dicho material tiende a ascender a la superficie en forma de lava, mediante el proceso denominado vulcanismo, y dicha acumulación formará las cordilleras volcánicas.
Debido a las fuerzas de compresión y levantamiento, la corteza terrestre supera el límite de elasticidad de las rocas, por lo que éstas se rompen, produciendo una liberación de energía, ocasionando al mismo tiempo los movimientos sísmicos.

## Sistema montañoso
El relieve de Costa Rica es quebrado. Presenta tierras bajas de 0 a 800 m; medias, de 800 a 1.500 m, y altas de 3.820 m. Además ofrece un alto Valle Central. Posee tres sistemas montañosos: el eje montañoso central, que conforma la columna vertebral del territorio continental y está conformado por cuatro cordilleras (de Guanacaste, Minera de Tilarán, Volcánica Central y de Talamanca); un sistema montañoso secundario, de origen más antiguo y cimas bajas (serranías de Nicoya, Fila Brunqueña y sierra de Osa); y la Cordillera Volcánica Oceánica del Coco, que se encuentra bajo el mar patrimonial del país en el océano Pacífico.

### Eje montañoso central
El territorio continental costarricense está formado por un eje montañoso longitudinal central, más cercano a la costa del océano Pacífico, localizado en dirección noroeste-sureste, de aproximadamente 650 km de largo. Las cuencas hidrográficas del país nacen a partir de este eje montañoso, el cual define también la morfología de las llanuras, y en medio de este eje se ubican las depresiones tectónicas principales, como el Valle Central y Valle del General.
El eje montañoso central de Costa Rica está dividido en cuatro secciones:

#### Cordillera de Guanacaste
Se encuentra ubicada al noroeste del país, con una dirección noroeste-sureste. Mide 70 km de longitud. Sirve de límite natural entre las provincias de Guanacaste y Alajuela. Está conformada por una serie de estratovolcanes del Cuaternario, con edades menores a un millón de años: Orosí (1.440 m s. n. m.), Rincón de la Vieja (1.895 m s. n. m.), Miravalles (2.028 m s. n. m.) y Tenorio (1.916 mnsm). Posee origen orogénico y es de las más antiguas de Costa Rica. Presenta actividad volcánica primaria y secundaria. Es fuente de energía limpia, principalmente hidroeléctrica y geotérmica, y de divisas por el turismo.

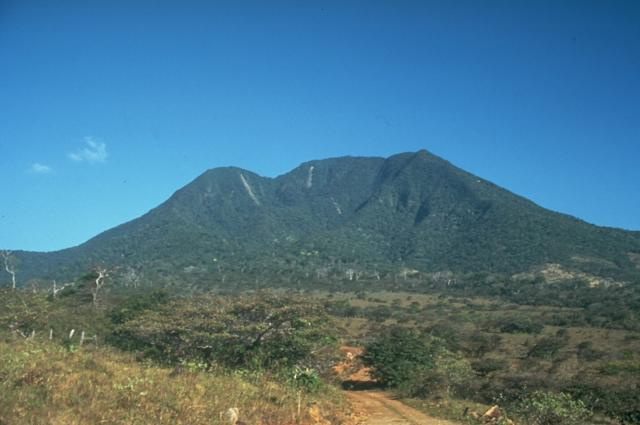
Volcán Orosí
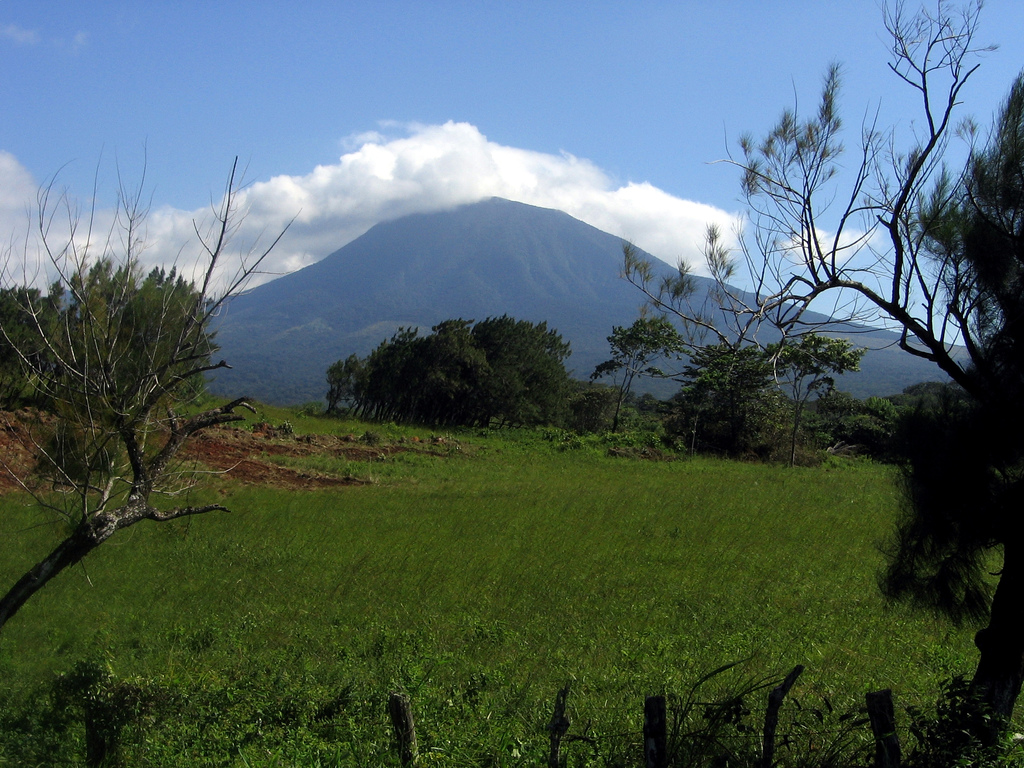
Volcán Rincón de la Vieja
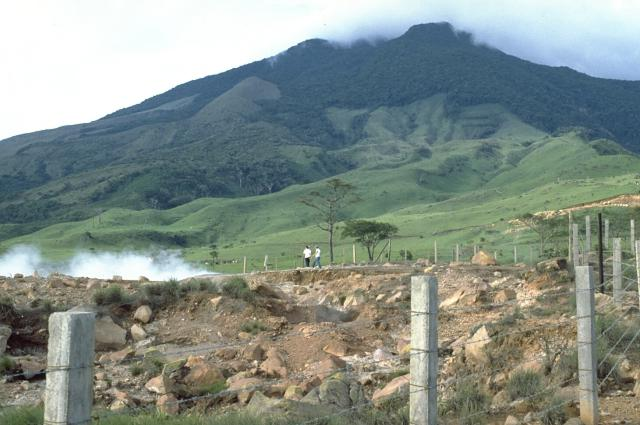
Volcán Miravalles
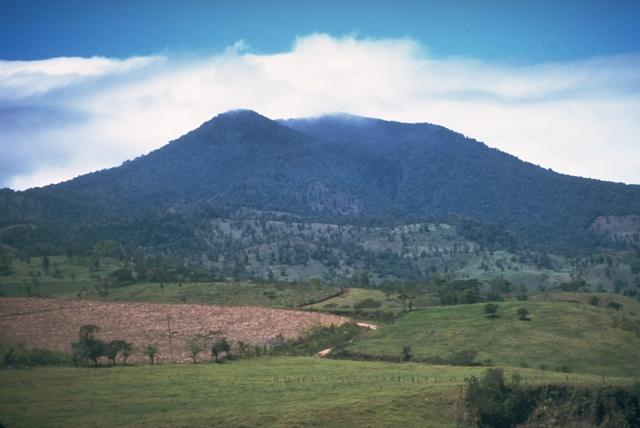
Volcán Tenorio

#### Cordillera o Sierra Minera de Tilarán
Mide 50 km de longitud. Está formada por serranías de valles profundos, con varios conos volcánicos antiguos y recientes, siendo el más importante el volcán Arenal (1670 m s. n. m.), un imponente estratovolcán de forma cónica casi perfecta, el cual es icono nacional. A su lado se encuentra el volcán Chato, su volcán hermano. Está constituida por rocas volcánicas terciarias donde se han localizado vetas de oro en algunos sectores como Abangares y Miramar. A esta sierra pertenecen los montes de Tilarán, Abangares, Cedral, San Antonio, Miramar y Aguacate, en general, elevaciones alrededor de los 1.500 m s. n. m., siendo la mayor elevación el cerro Cedral, con 1.842 m s. n. m. Posee importancia económica por la producción de energía hidroeléctrica en el embalse de Arenal y por el turismo ecológico y de aventura.

#### Cordillera Volcánica Central
Este sistema montañoso se encuentra hacia el centro del país, separado de la sierra Minera de Tilarán por el río Balsa. Está constituida por 90 km de conos volcánicos en escudo, de dirección este-oeste, que separa las llanuras del norte del Valle Central. Los principales volcanes son el Barva (2906 m s. n. m.), el Poás (2.704 m s. n. m.), el Irazú (3.432 m s. n. m.) y el Turrialba (3.328 m s. n. m.), estos tres muy activos. Otros volcanes inactivos son Platanar, Porvenir, Congo y Cacho Negro. En las faldas de estos volcanes se localiza el Valle Intermontano Central y el Valle de El Guarco. La cordillera también posee cuatro depresiones tectónicas, conocidas como pasos, que comunican la región central del país con la región norte y Caribe: Tapezco, Desengaño, La Palma y Coliblanco.

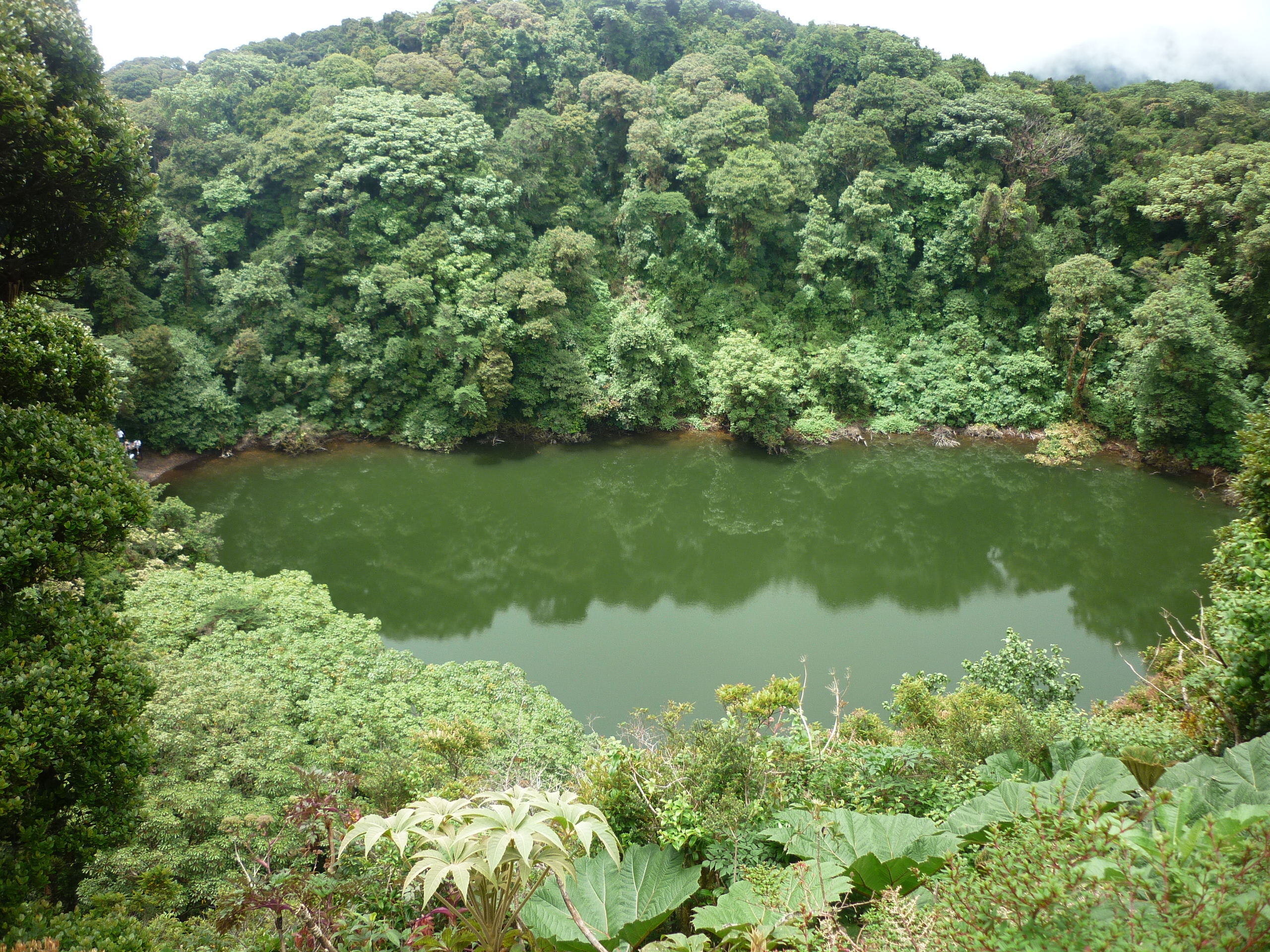
Volcán Barva
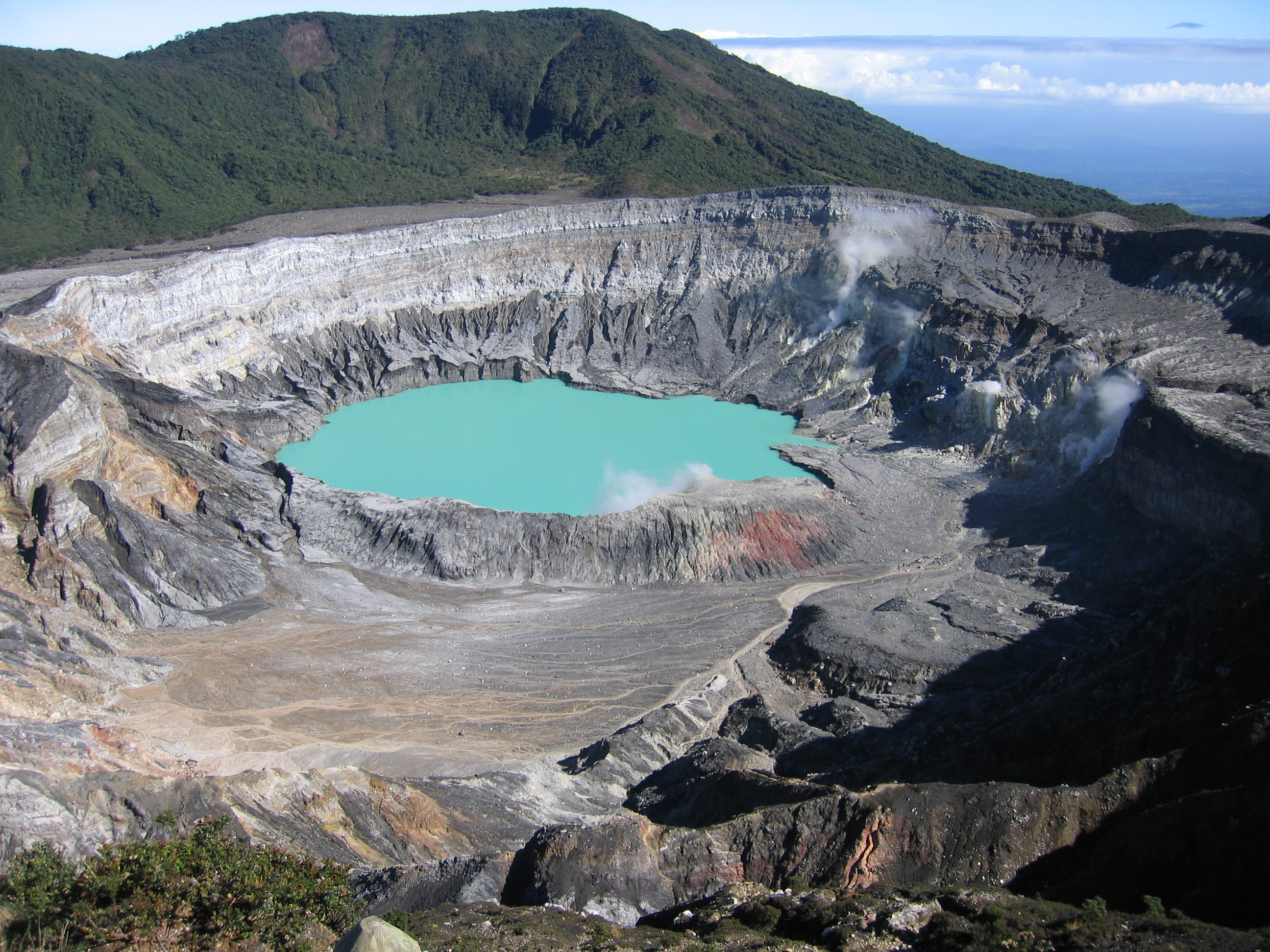
Volcán Poás
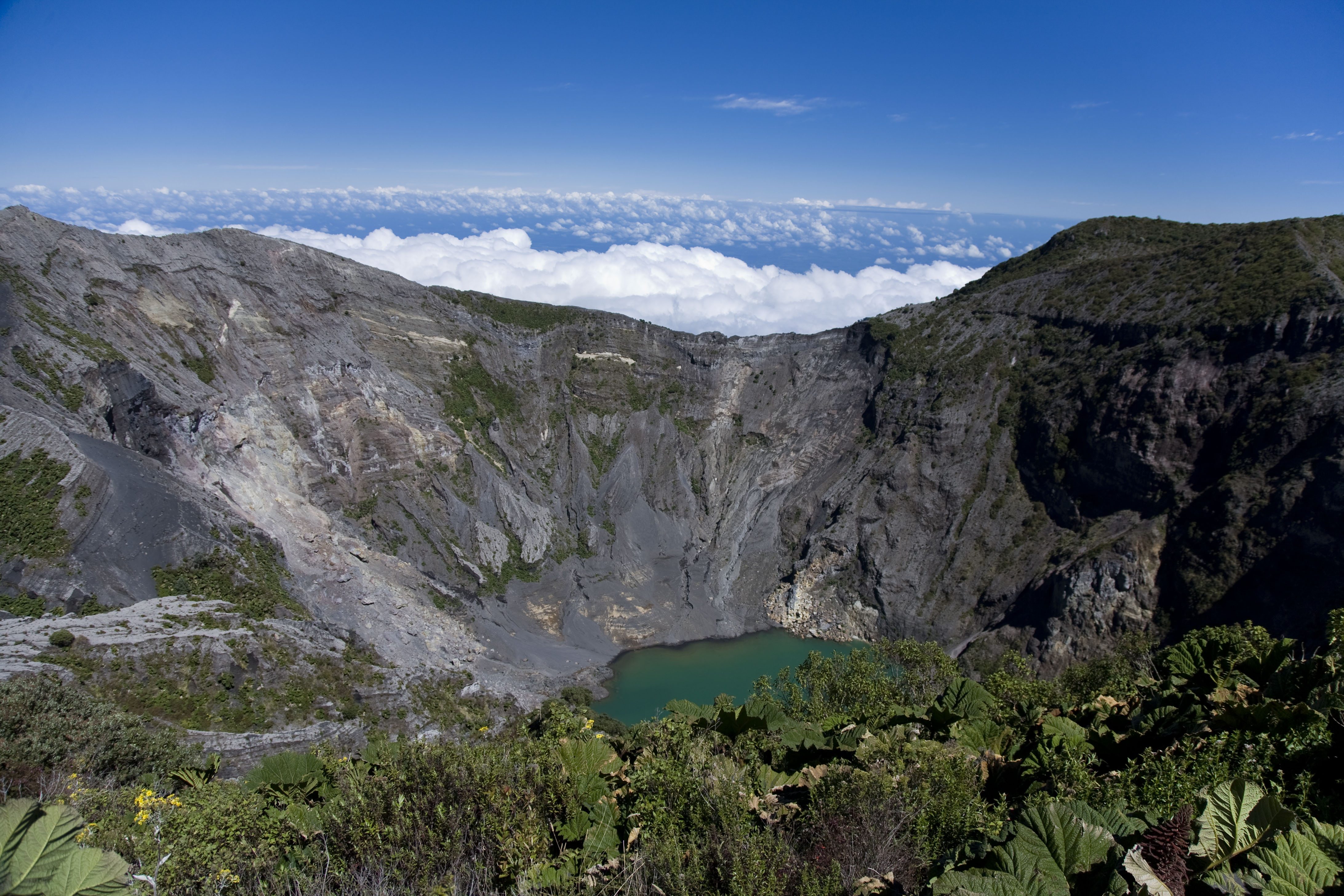
Volcán Irazú
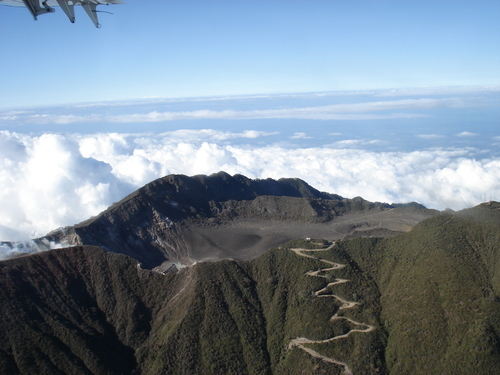
Volcán Turrialba

#### Cordillera de Talamanca
Ubicada hacia el sureste de Costa Rica, se extiende a lo largo de 150 km y se continúa hasta la frontera con Panamá. Es un anticlinal formado por rocas sedimentarias marinas y por rocas volcánicas antiguas e intrusivas, cuya formación pertenece a la era Terciaria, de 2 a 23 millones de años. Se inicia al este del Valle Central y tiene una orientación noroeste-sureste. El sistema montañoso, al encontrarse más cerca del litoral pacífico, presenta mayor cantidad de accidentes geográficos, mientras que su pendiente es mucho más suave en el sector atlántico. Esta cordillera, al pasar la frontera con Panamá recibe el nombre de Cordillera de Chiriquí.
Posee las montañas más altas del país, que sobrepasan los 3.000 m de altitud: Chirripó (3.842 m s. n. m.), el punto más alto del territorio, donde se han encontrado evidencias de que en épocas pasadas sus cimas estuvieron cubiertas por glaciares; Ventisqueros (3.812 m s. n. m.), Terbi (3.760 m s. n. m.), Uran, Kámuk (3.554 m s. n. m.), Cerro de la Muerte (3.491 m s. n. m.), entre otros. No posee volcanes en territorio costarricense, aunque en Panamá se encuentra el volcán Barú (3.475 m s. n. m., activo).
La cordillera cuenta con varias estribaciones: cerros de Escazú, cerros de la Candelaria, cerros de Ochomogo, cerros de Dota y fila de Matama.
Posee la zona protegida más grande de Costa Rica, el parque internacional La Amistad, que es reserva de la Biosfera.

### Sistemas montañosos secundarios
Además del eje montañoso central, existen otros sistemas montañosos independientes de origen más antiguo y menor altitud, ubicados en la periferia del país. Sus basamentos son más antiguos que los del eje montañoso central y no poseen actividad volcánica.

#### Serranías de Nicoya

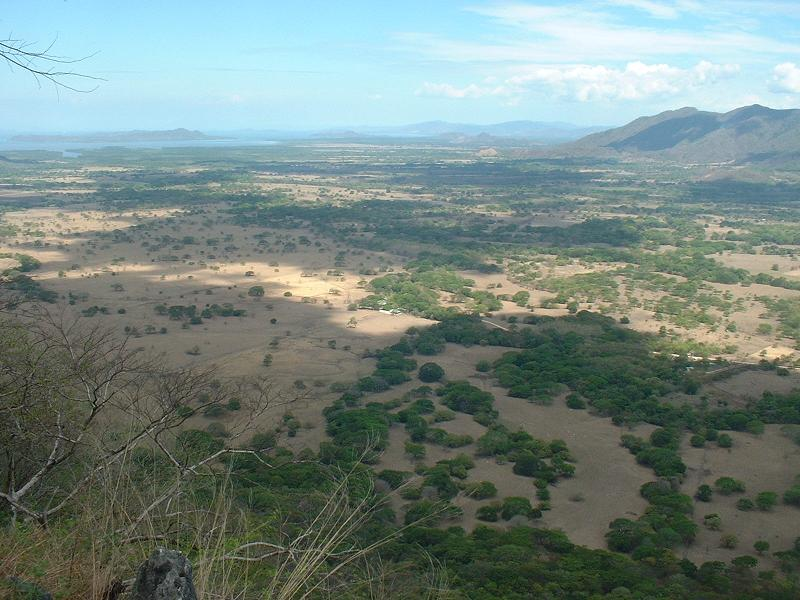
Parque nacional Barra Honda. Se aprecian a lo lejos las serranías y el golfo de Nicoya.

Forman el eje de la península de Nicoya, en el Pacífico noroeste del país. Sus cimas son redondeadas y no sobrepasan los 1100 m s. n. m. Tienen un mismo origen geológico que la península de Santa Elena, en el norte de Costa Rica, las tierras más antiguas del territorio. El relieve es muy accidentado, representado principalmente por los cerros de Nicoya y los cerros de Barra Honda.
El sistema montañoso de la península está constituido por el Complejo de Nicoya, cuyos cerros más altos son el cerro Azul (1.018 m s. n. m.), cerro vista al mar (980 m s. n. m.), cerro mata de caña (972 m s. n. m.), cerro Esperanza (920 m s. n. m.), cerro Madrigal (835 m s. n. m.), el cerro Frío (756 m s. n. m.) y el cerro Pozo (755 m s. n. m.). En la zona de Barra Honda, hay depósitos de calizas arrecifes del Mioceno. La erosión de estos depósitos ha generado un relieve de tipo cárstico, dando lugar a un sistema con numerosas cavernas.

#### Fila Costera o Brunqueña
Es un sistema montañoso ubicado hacia el sur de la cordillera de Talamanca. Corre paralela a la costa y sus alturas promedian los 1.000 m s. n. m., siendo el Cerro Anguciana el más alto con 1717 m s. n. m. Son de formación antigua y poseen depósitos de bauxita y otros metales. Son montañas angostas formadas por fallamiento inverso. Posee un único cono volcánico extinto: el volcán Mano de Tigre. La cordillera se fractura en dos partes a la altura de Paso Real, en Palmar Norte, para dar paso al poderoso caudal del río Grande de Térraba. Al sureste de Paso Real, la cordillera posee mayor altitud y complejidad geológica, incluyendo la formación de cavernas, como las ubicadas al norte de Ciudad Neily.

#### Sierra de Osa
Al igual que las serranías de Nicoya, está formada por colinas y mesetas que forman el eje longitudinal de la península de Osa, en el sureste del país, con alturas de poco más de 600 m s. n. m. Forman un mismo complejo con la punta Burica.

### Cordillera Volcánica Oceánica del Coco
La Cordillera Volcánica Oceánica del Coco es de origen volcánico y forma parte de una cadena montañosa submarina que se extiende desde la islas Galápagos hasta la Fosa Mesoamericana, llegando frente a las costas del país en el océano Pacífico. Está formada por una serie de volcanes marinos extintos, cuyo único punto prominente en el mar patrimonial del país es la isla del Coco, ubicada a 500 km de la ciudad de Puntarenas.
Esta cordillera posee una extensión de 1200 km de longitud, de los cuales 815 km se encuentran en aguas territoriales de Costa Rica, lo que la hace 1.75 veces más larga que el territorio continental del país y la cordillera más larga de América Central. Su elevación media es de 2000 m sobre el fondo oceánico, con una cresta de 1000 m por debajo del nivel del mar. Su ancho es de 100 a 300 km. Posee un franco abrupto con pendientes a lo largo de la cresta, con depresiones tectónicas rellenas por sedimentos. La cordillera oceánica posee unos 100 volcanes, uno de ellos la isla del Coco, extinto desde hace 1.5 millones de años, y la única isla oceánica de Costa Rica en el sentido estricto de la palabra. 
La formación de la cordillera oceánica tiene su origen en el vulcanismo de las islas Galápagos, por la acción de la tectónica de placas de Cocos y Caribe, cuya acción va trasladando la cordillera a una velocidad de 8 cm al año, hasta la zona de subducción frente a la costa del Pacífico de Costa Rica. La resistencia de los volcanes submarinos a ser consumidos bajo la masa continental es lo que provoca la mayoría de los terremotos que afectan al país, al irse desmembrando bajo la zona de interacción de ambas placas.

## Valles
Costa Rica posee dos tipos de valles: las depresiones tectónicas y geológicas, de las cuales las más importantes son el Valle Central y el Valle del General, y los valles fluviales, formados por la acción de los ríos, como el Valle del Tempisque, el Valle de Orosi, el Valle de La Estrella o el Valle del Térraba.

### Valle Central

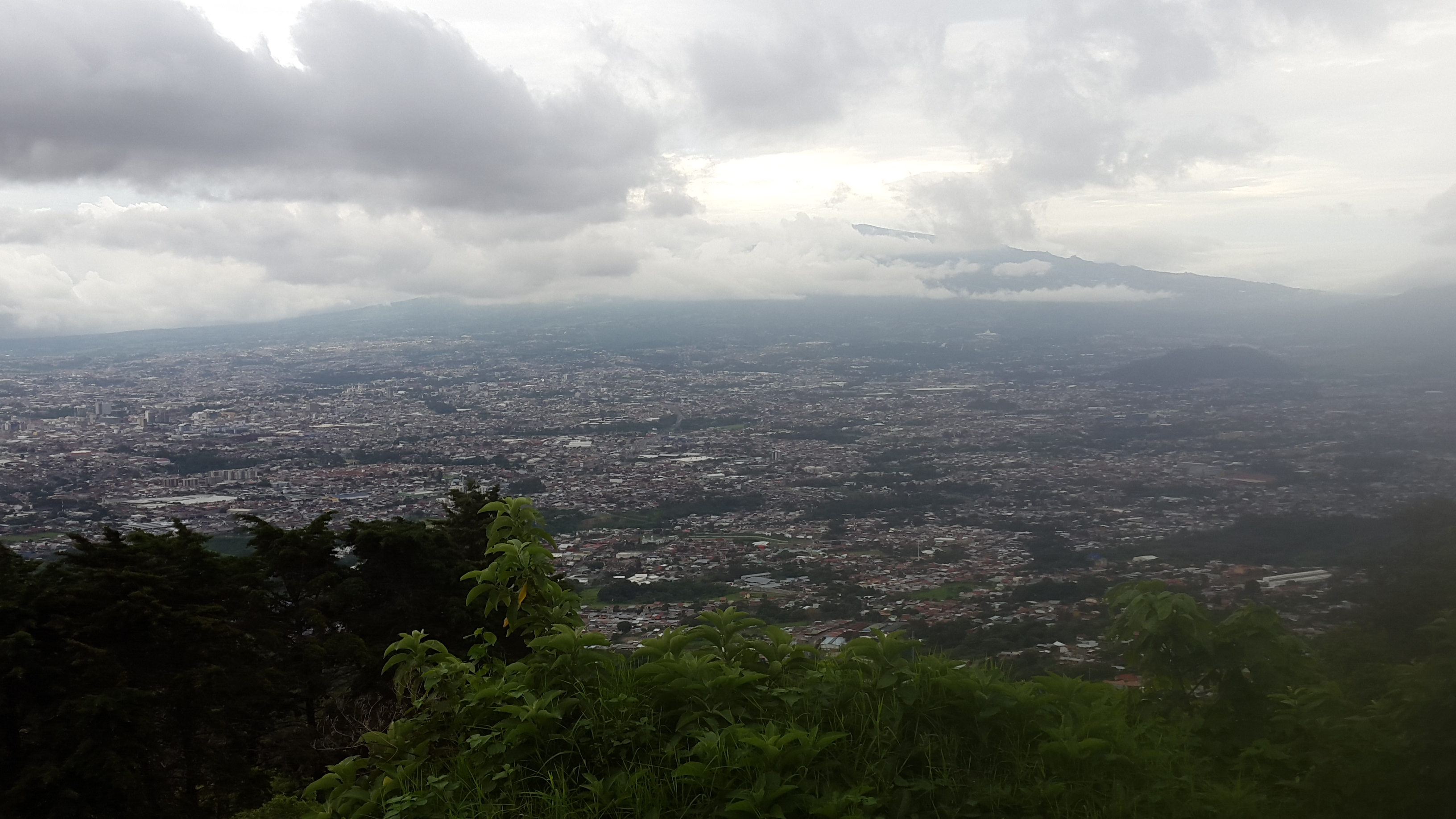
Vista al Valle Central de Costa Rica, con la ciudad de San José en primer plano, desde los cerros de Escazú.

El Valle Central de Costa Rica es una depresión tectónica con una extensión de 32.200 km², ubicada en el centro del país y delimitada por la cordillera Volcánica Central y la cordillera de Talamanca. Es el lugar donde se concentran las ciudades más importantes del país y de las cabeceras de las provincias de San José, Alajuela, Heredia y Cartago. Tiene una altitud promedio de 1.000 m s. n. m., con temperaturas promedio de 18 °C a 24 °C. Se comunica con las costas y con el interior del país a través de un sistema de carreteras.
Está dividido en dos secciones por los cerros de Ochomogo: el sector occidental o Valle Central Occidental, donde se halla la capital del país, San José, y las ciudades de Heredia y Alajuela; y el sector oriental o Valle del Guarco, donde está la ciudad de Cartago.

### Valle del General
El Valle del General-Coto Brus es una depresión geológica, con dirección noroeste-sureste, ubicado hacia el sur del país. Su punto más bajo está ocupado por los cauces del río General y el río Coto Brus, quienes son los colectores de las aguas evacuadas de la vertiente sur de la cordillera de Talamanca. Esta área ha recibido gran cantidad de sedimentos provenientes de la denudación del relieve montañoso. La ciudad más importante es San Isidro del General.

### Valle del Tempisque
La depresión geológica del Tempisque, localizada entre la península de Nicoya y la cordillera de Guanacaste, presenta una topografía llana y ondulada, con depresiones menores inundables a lo largo del cauce principal del río Tempisque, por lo que hay depósitos de sedimento hacia la zona de la desembocadura principalmente, y su formación se ha visto favorecida por la poca resistencia del material volcánico a la erosión, cuyo transporte se ha visto asegurado por el mismo río.

## Llanuras
Las llanuras de Costa Rica están formadas principalmente por acumulación de materiales sedimentarios, originadas por la disposición del eje montañoso central del país. Por sus características, se dividen en tres grupos: llanuras del Norte, llanuras del Caribe y llanuras del Pacífico. Sus elevaciones no sobrepasan los 500 m s. n. m.

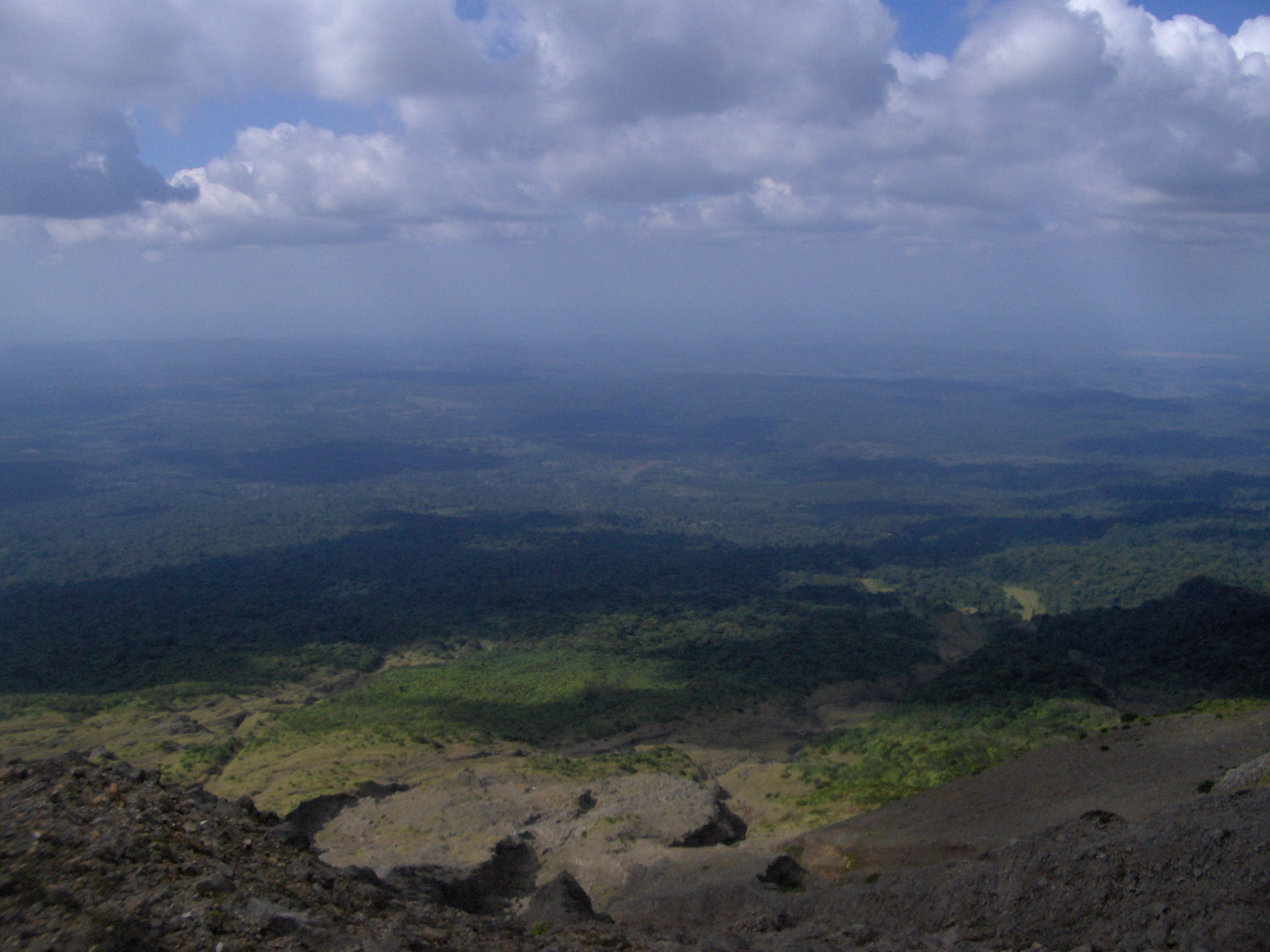
Vista de las llanuras del Norte desde la cima del volcán Rincón de la Vieja. Las llanuras del norte son extensas y se usan para cultivo de granos y ganadería.

Son llanuras periféricas, de origen aluvial, puesto que se formaron por los sedimentos aportados por los ríos que descienden del eje montañoso central. Las llanuras del Norte y el Caribe son más extensas, surcadas por ríos largos y caudalosos que forman meandros. Toman distintos nombres según las zonas: Guatusos, San Carlos, Sarapiquí, Tortuguero, Santa Clara, Pacuare, Matina y Estrella, además de los valles de Sixaola y Talamanca. Las llanuras del Pacífico son de menor extensión, pero también son más variadas que las del Atlántico.

### Llanuras del Norte
Al norte del país se encuentran extensas llanuras cuya extensión abarca desde la cordillera de Guanacaste hasta la margen oeste del río Sarapiquí. Su frente de penetración ha sido el río San Carlos, afluente del San Juan. Hacia el norte se encuentra el cantón de San Carlos, y los poblados de Upala y Los Chiles, muy cerca de la frontera con Nicaragua. Las dos llanuras que sobresalen en esta área son la llanura de San Carlos y la llanura de los Guatusos. Sus terrenos son utilizados en cultivo de granos, hortalizas y ganadería de engorde y leche.

### Llanuras del Caribe

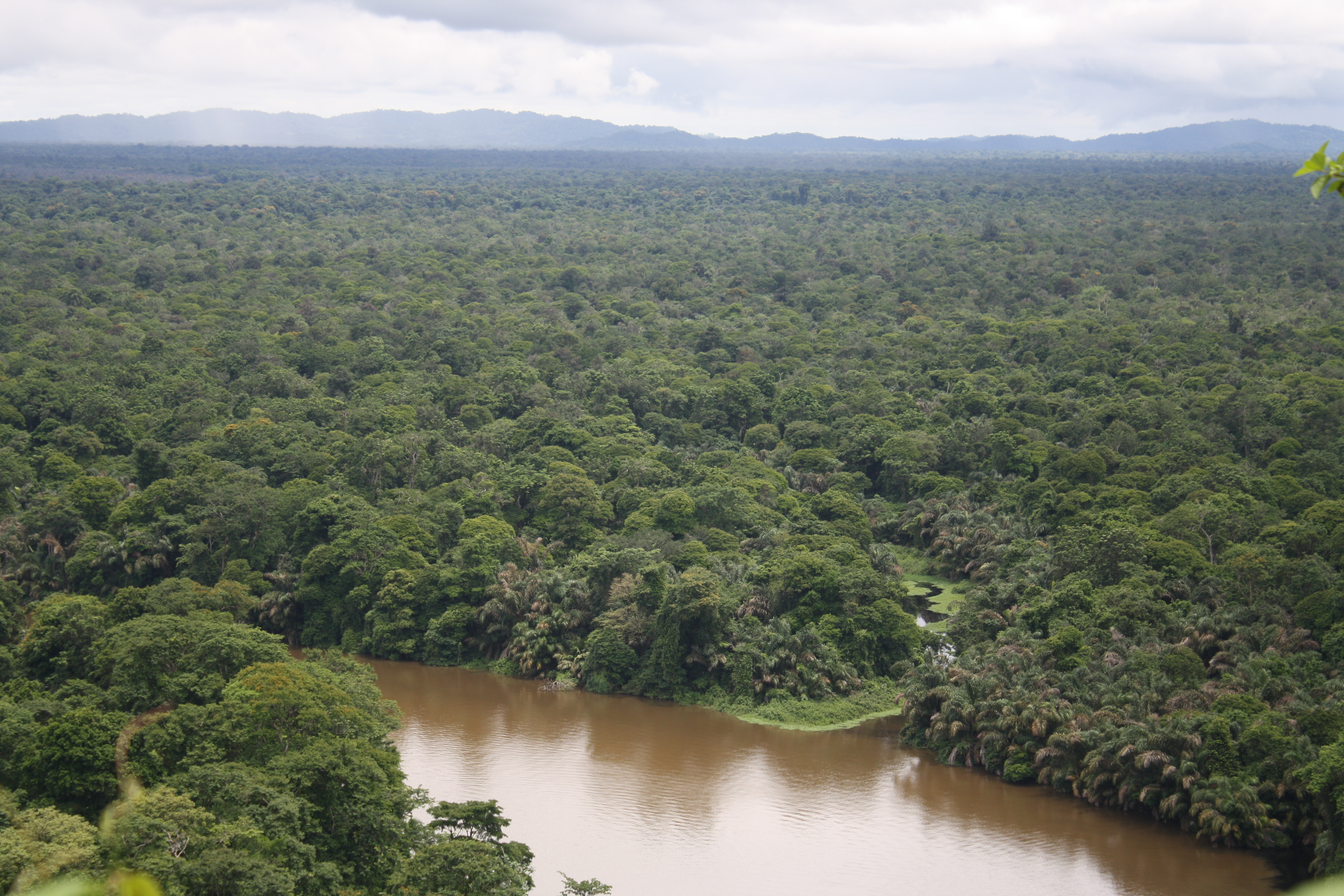
Las llanuras caribeñas poseen extensas regiones selváticas y pantanosas. Se cultiva banano y cacao.

Las llanuras caribeñas se extienden desde la margen este del río Sarapiquí hasta la costa del Atlántico, y forman gran parte del territorio de la provincia de Limón. Los ríos Toro Amarillo, Chirripó, Tortuguero, Pacuare y Chirripó del Atlántico, han conformado la amplia llanura que se extiende al noroeste de Limón. El río Sixaola se encuentra más al sureste y es compartido con Panamá; ha originado una depresión conocida con el nombre de Valle de Talamanca y la llanura costera misma.
La llanura costera del Caribe tiene poca altitud y está parcialmente cubierta de selvas tropicales. Sus suelos se usan en plantaciones de banano y cacao, ganadería de carne y leche. El canal de Tortuguero, de 112 km de largo, comunica Moín con la frontera con Nicaragua.
Las llanuras del Caribe poseen extensas regiones cubiertas de selva tropical y zonas pantanosas, sobre todo en el Caribe norte. Las llanuras del Caribe central y sur se utilizan principalmente para cultivo de banano y cacao.

### Llanuras del Pacífico
La llanura costera del Pacífico es angosta, desapareciendo al aproximarse los cerros montañosos al litoral. Los terrenos del Pacífico son propicios para la agricultura, poseen mayor infraestructura turística y en sus costas se desarrolla la mayoría de la actividad pesquera del país. La llanura es más extensa en el Pacífico Norte, alcanzando los 75 km de ancho, al unirse al valle del Tempisque, donde recibe el nombre de pampa guanacasteca o bajura. Se extiende desde la meseta de Santa Rosa hasta el golfo de Nicoya, y está conformada por planicies de aluviones y mantos de cenizas volcánicas. En esta región se cultivan granos, caña de azúcar y se cría ganado de engorde.
En el Pacífico central se encuentra la zona de Parrita, posee dos terrazas marinas, interrumpidas por algunos cerros no mayores de 100 m de altitud. El valle de Parrita se extiende hasta punta Uvita y está formado por material sedimentario y volcánico, procedente de la cordillera de Talamanca. Se cultivan granos y palma africana.
La llanura se ensancha hacia el sur, alcanzando los 50 km de anchura. Las llanuras del Pacífico sur se ubican en la península de Osa, hasta el golfo Dulce, y se juntan con los valles del General-Coto Brus y de Diquís. Están formadas por materiales marinos, fluviales y volcánicos. Son las más cálidas y lluviosas de la costa pacífica, ya que se ven afectadas por los vientos húmedos del suroeste.

## Hidrografía
Los ríos de Costa Rica nacen a lo largo del eje montañoso central, y van a desembocar en las costas del océano Pacífico y el mar Caribe.

### Vertiente del océano Pacífico
Los ríos que desembocan en el océano Pacífico tienden a ser cortos y rápidos, esto por cuanto el eje montañoso del cual nacen es más cercano a la costa, formando un terreno muy inclinado con poca extensión para recorrer. Debido a esto, son ríos propensos a los deslaves, de fondos rocosos y terrenos menos húmedos. Son profundos, con grandes pendientes accidentadas que aumentan su poder erosivo, de ahí la profundidad de sus cauces, tal es el caso de la cuenca del río Grande de Tárcoles, ubicada en la Región Pacífico Central. En cambio, en el Pacífico Sur y en el Pacífico Norte, los ríos deben recorrer grandes planicies antes de llegar al mar. Su caudal disminuye en forma importante durante la época seca, en especial en los ríos del Pacífico norte y central.
La vertiente del Pacífico posee tres cuencas hidrográficas principales, distribuidas de noroeste a sureste:
- Río Tempisque (144 km) nace en las faldas del volcán Orosí, con el nombre de Tempisquito. Antes de la construcción de la Carretera Interamericana constituyó la principal vía de comunicación a la provincia de Guanacaste por medio de sus dos afluentes Bebedero y Bolsón. Es la segunda cuenca del país en extensión y la primera si se le suma la del río Bebedero, que desemboca en el mismo sitio que el Tempisque, un estuario en el golfo de Nicoya. Las cuencas del río Tempisque y el río Bebedero son de gran importancia para su uso agropecuario pues se destina aproximadamente el 75% del total del agua disponible para este uso a nivel nacional. Estas cuencas cubren gran parte de la provincia de Guanacaste, reconocida por ser productora de ganado vacuno y cultivos extensivos como cañas de azúcar y arroz. Es navegable en la parte baja de su cuenca. La mayoría de los ríos de Guanacaste son afluentes del Tempisque (Bebedero, Colorado, Liberia y Salto), con excepción de los ríos de la península de Nicoya (Morote, Lajas, Bongo, Tamarindo y Nosara).

- Río Grande de Tárcoles (111 km) formado por la unión del río Grande y el río Virilla. Este último es muy importante porque drena las aguas servidas del Valle Central. Desemboca en el Pacífico central cerca de la ciudad de Jacó. Fue el primer río en el cual se utilizó para la producción de la energía eléctrica. La cuenca del río Grande de Tárcoles es de principal importancia porque provee de agua a tres de las principales cabeceras de provincia del país, San José, Alajuela y Heredia, que agrupan 35 municipios en una extensión que representa solo el 4.15 % del total del territorio. Sin embargo, es aquí donde se encuentra la mayor concentración de habitantes del país, aproximadamente 63% de la población nacional.

- Río Grande de Térraba (186 km) es el más grande, largo y caudaloso de los ríos del país, formado por dos brazos que son el general y Coto Brus, quienes confluyen en el sitio conocido como Paso Real. Es la cuenca hidrográfica más grande de Costa Rica. Estos ríos riegan el valle de El General y Coto Brus. Se ubica en el sureste del país y es navegable en la parte baja de su cuenca. Junto con el río Sierpe desemboca en un amplio delta que forma numerosas islas fluviales de material sedimentario. Uno de sus principales afluentes es el río Chirripó Pacífico.

Otros ríos importantes de la vertiente del Pacífico son el río Guacimal, el río Aranjuez, el río Abangares, el río Seco, el río Lagarto, el río Jesús María y el río Barranca, que nacen de la sierra minera de Tilarán y desembocan en la margen este del golfo de Nicoya; el río Parrita, junto con el río Pirrís, forma la cuenca principal de la zona de Quepos-Parrita; y el río Savegre, que desemboca en el parque nacional Manuel Antonio, ha sido destacado como el más limpio de Centroamérica.

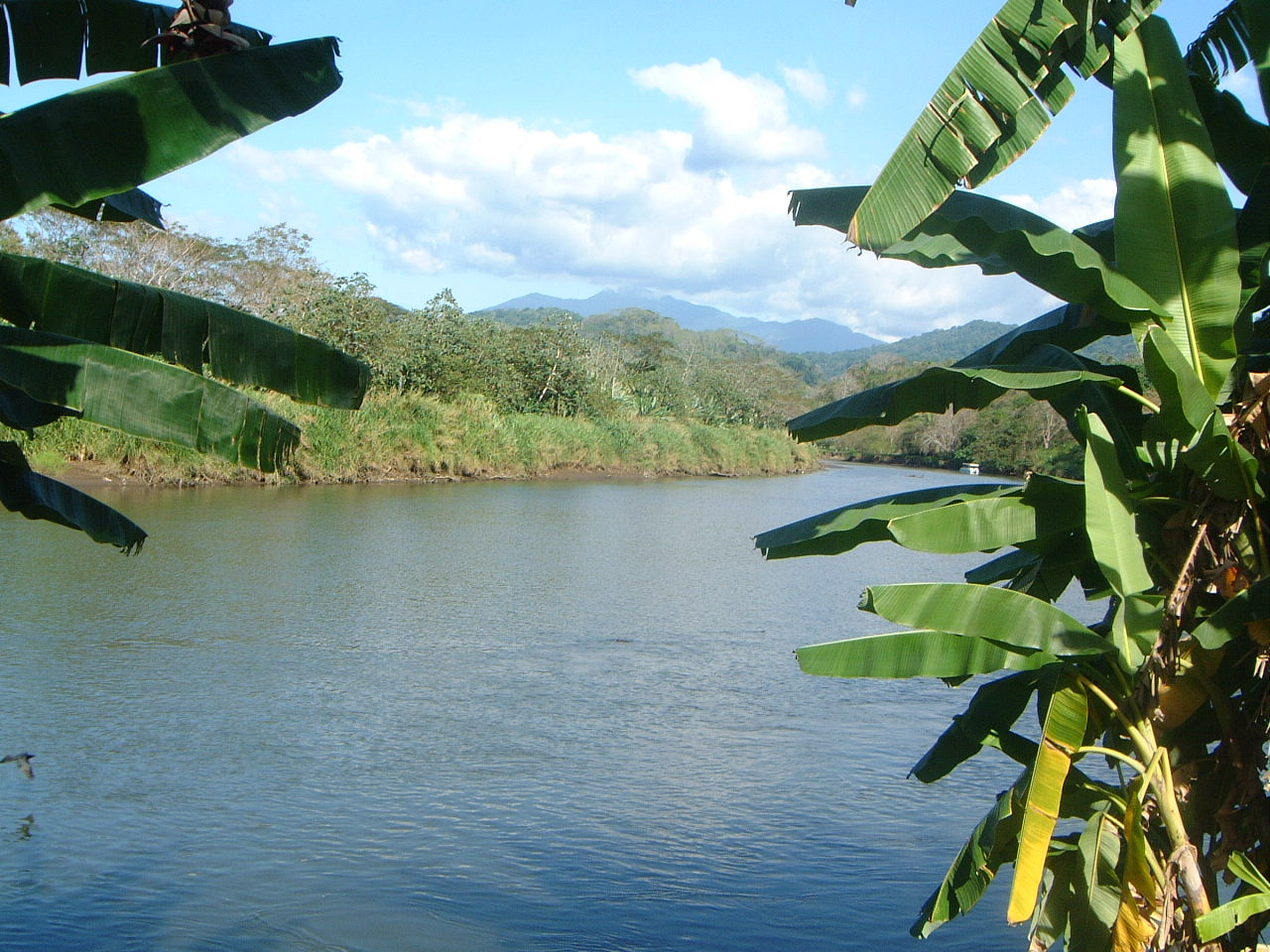
Río Grande de Tárcoles.
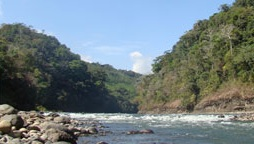
Río Grande de Térraba.
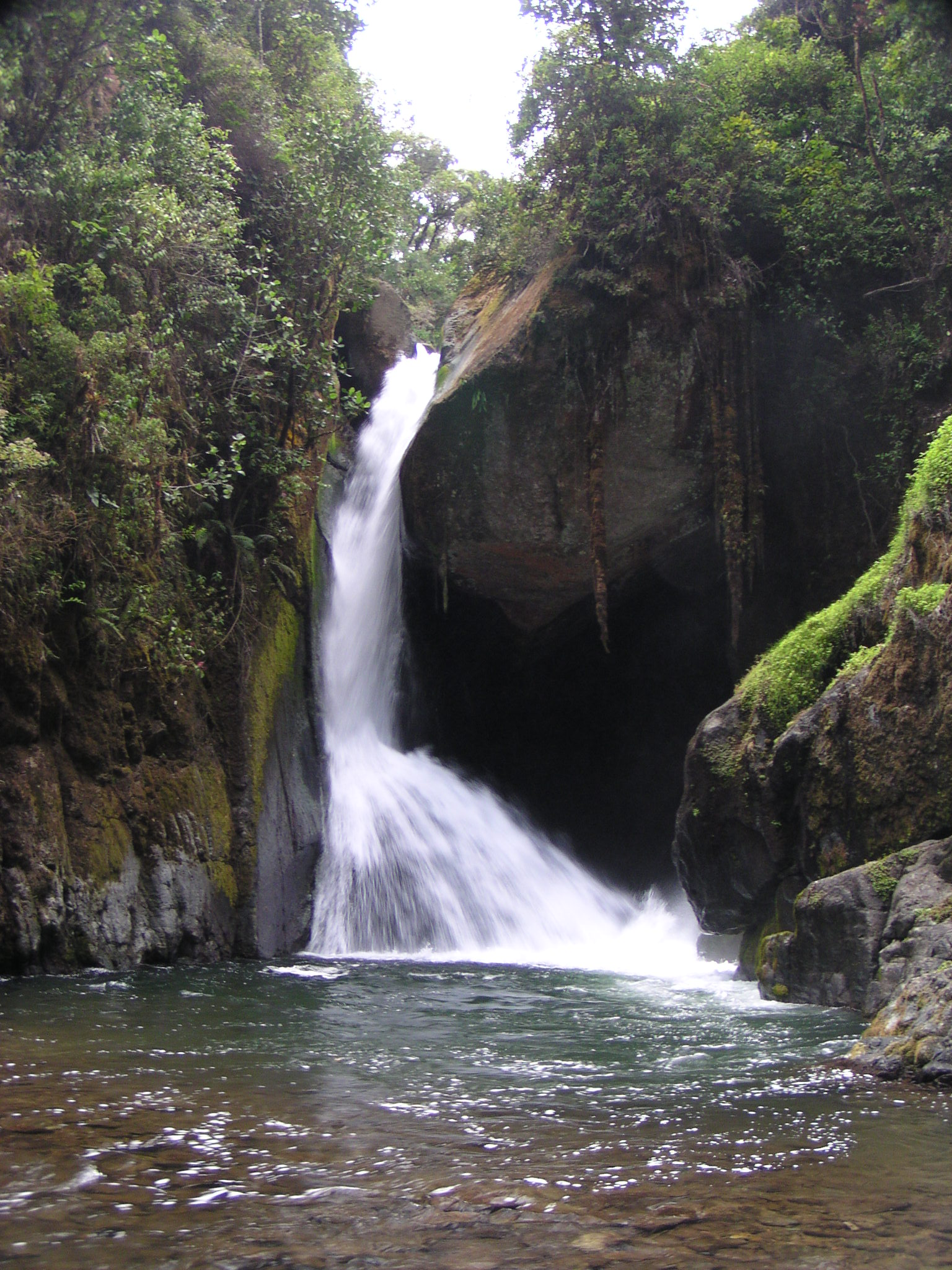
Catarata del río Savegre a la altura de San Gerardo de Dota.
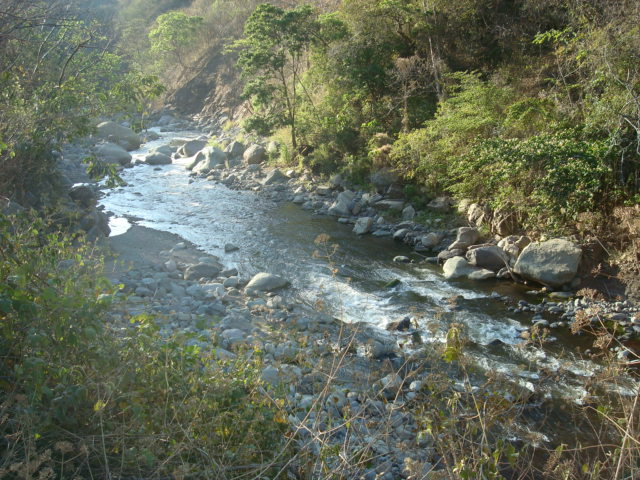
Río Grande de Candelaria.

### Vertiente del mar Caribe
Los ríos de esta vertiente son más largos, anchos y caudalosos que los del Pacífico, debido a que el eje montañoso central está más alejado de la costa, por lo que la distancia a recorrer es mayor. Son ríos lentos, largos, que atraviesan extensas llanuras, por lo que tienen tendencia a formar meandros y brazos, dividiendo sus aguas en dos cauces, en las partes bajas de su recorrido. En muchas secciones de las llanuras forman zonas empantanadas. Se caracterizan además por el abundante material que acarrean (sedimentos y restos de vegetación), y porque cambian con frecuencia la dirección. Posee un torrente constante durante todo el año, relacionado con los altos niveles de precipitación anual de esta región.
Se le ha dividido en dos vertientes: la subvertiente norte, en la cual los ríos desembocan en el lago de Nicaragua o el río San Juan de Nicaragua, que desagua este último y lleva las aguas de estos ríos al mar Caribe, y la subvertiente caribeña propiamente dicha, donde los ríos desembocan directamente en el mar.

#### Sub-vertiente norte

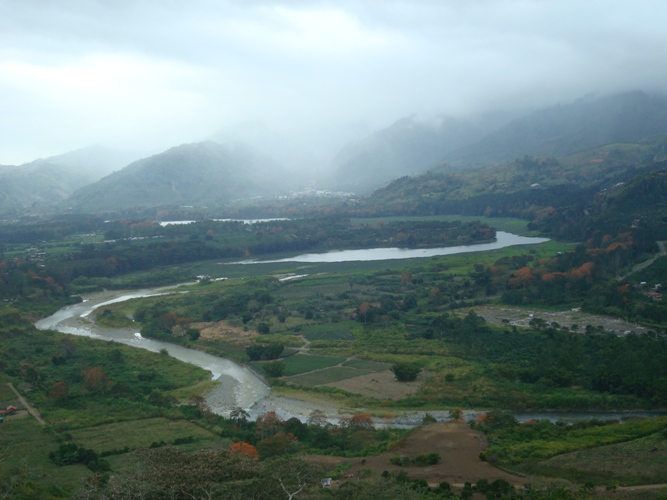
Río Reventazón en el Valle de Orosi. Los ríos de la vertiente atlántica de Costa Rica son largos, caudalosos, forman meandros y brazos. Arrastran sedimentos que forman las grandes llanuras del norte y el Caribe costarricenses.

Los ríos más importantes de la subvertiente norte son, de oeste a este:
- Río Frío (70 km), ubicado en su mayor parte en el cantón de Los Chiles, su cauce es parte del refugio nacional de vida silvestre Caño Negro.

- Río San Carlos (125 km) atraviesa la mayor parte del territorio del cantón de San Carlos con una dirección de sur a norte. Posee 60 km aproximadamente que permiten la navegación. Es la cuenca hidrográfica más importante de la subvertiente norte por su producción agropecuaria, hidroeléctrica y turística.

- Río Sarapiquí (103 km) posee una cuenca formada por los ríos Sucio, Toro, Toro Amarillo, Blanco y Cuarto. Es navegable en más de la mitad de su curso. Revista importancia histórica, ecológica y económica.

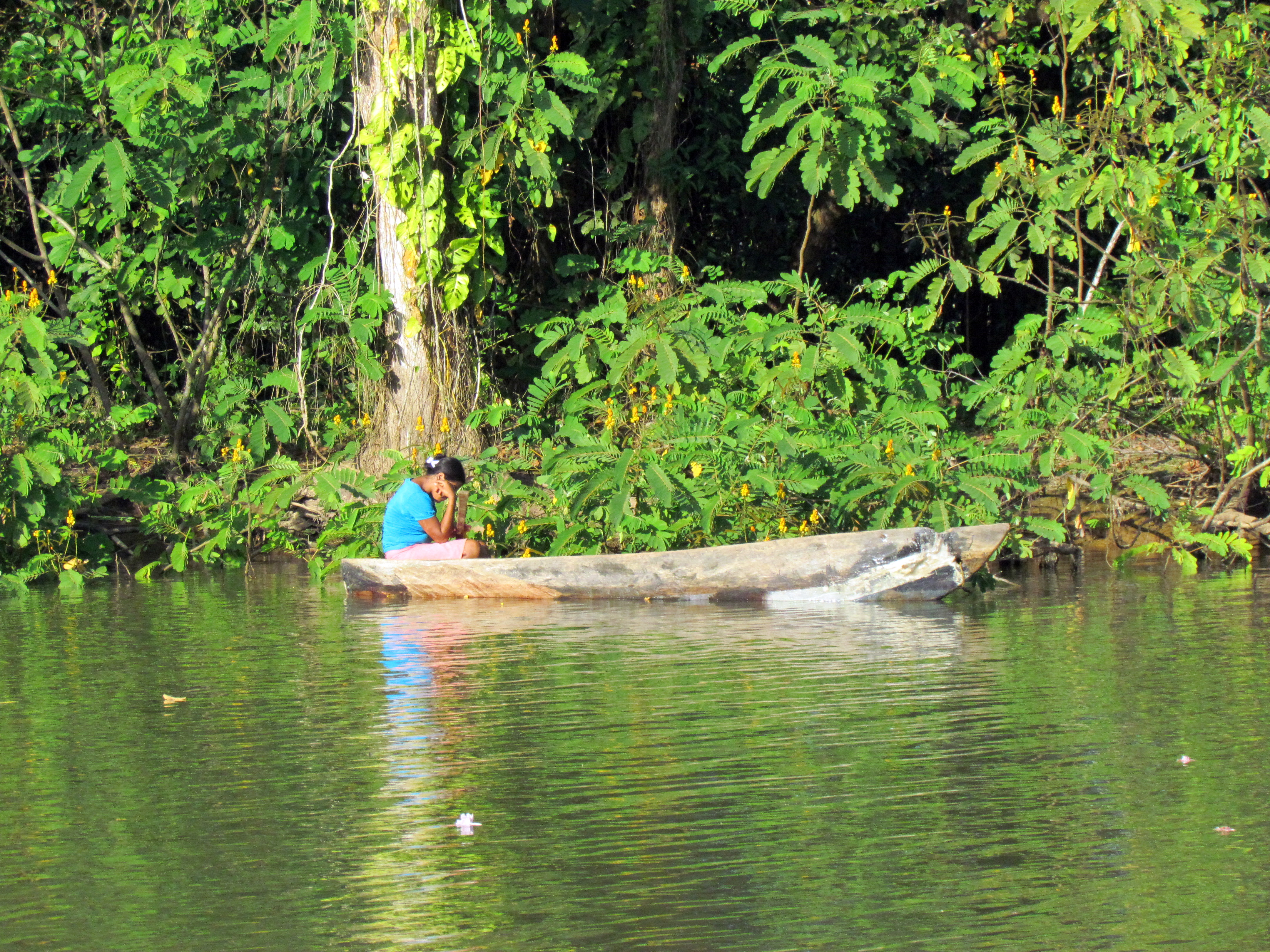
Río Frío
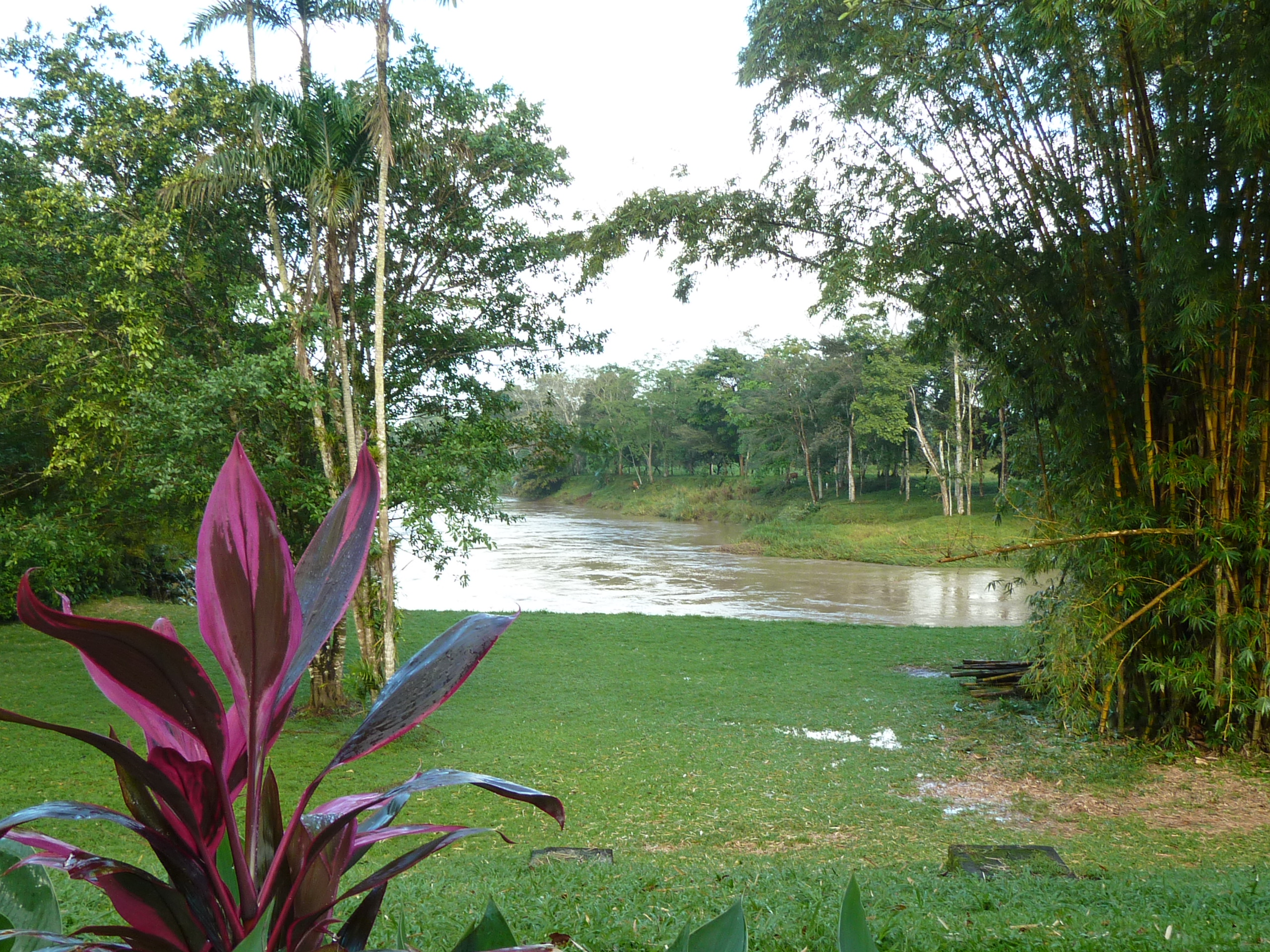
Río San Carlos
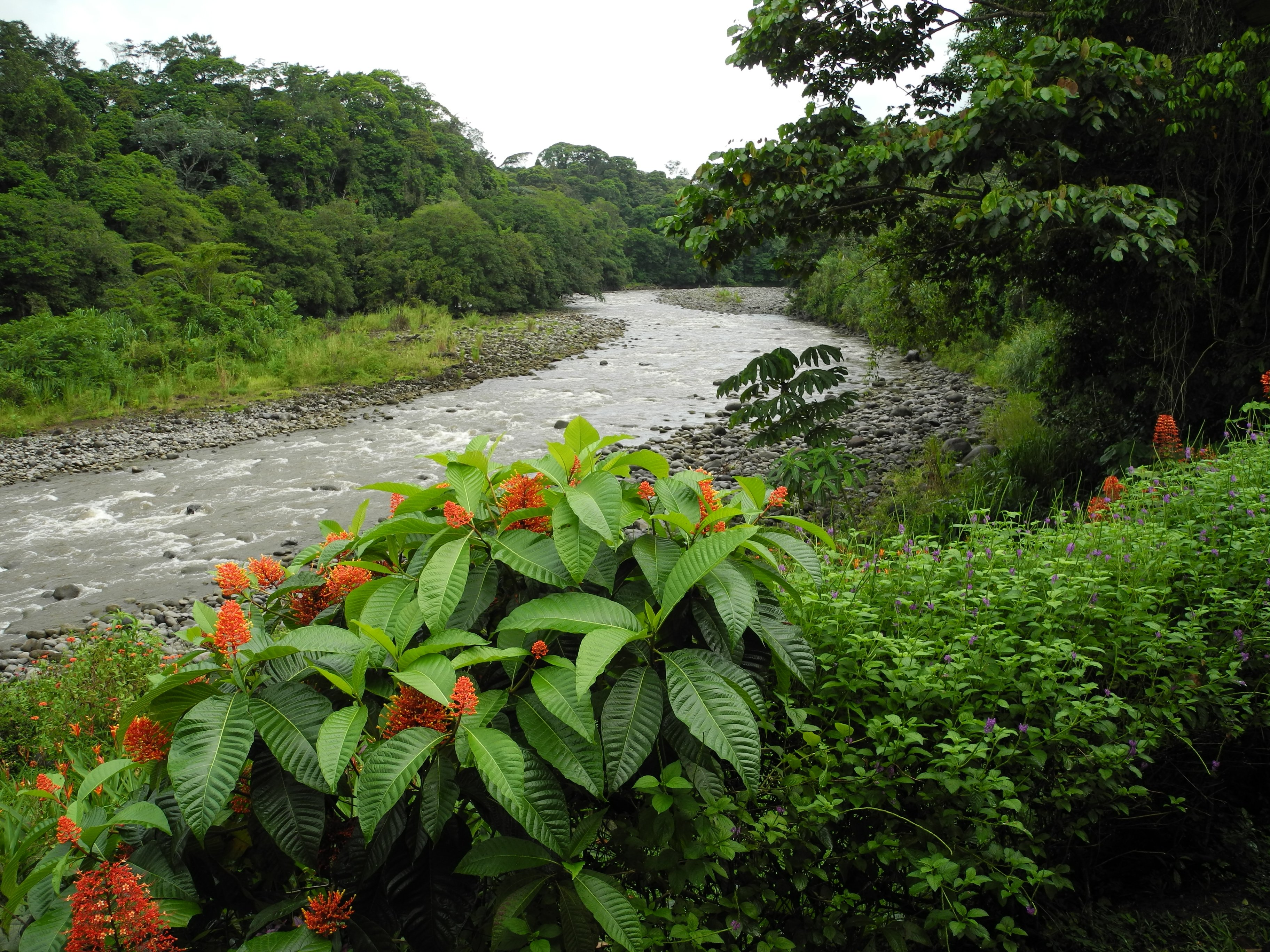
Río Sarapiquí
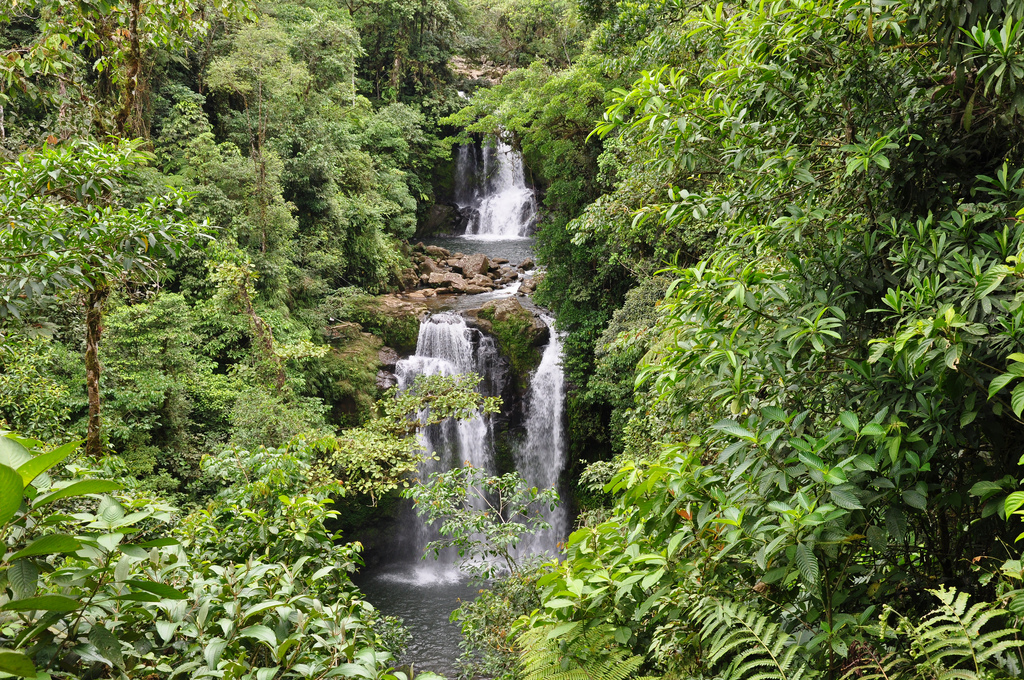
Catarata Rara Avis, en Sarapiquí de Heredia
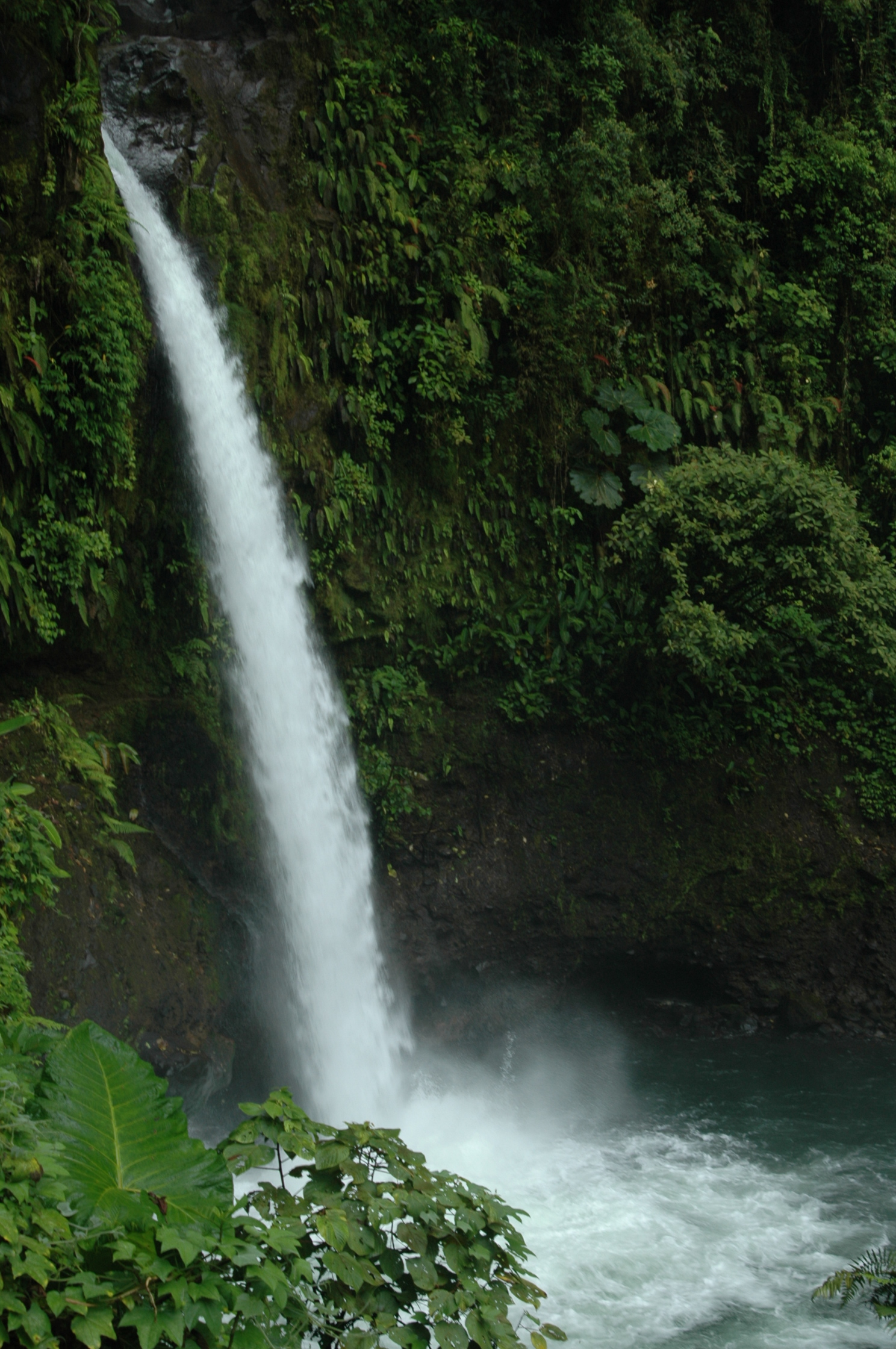
Catarata La Paz, distrito Sarapiquí del cantón central de Alajuela
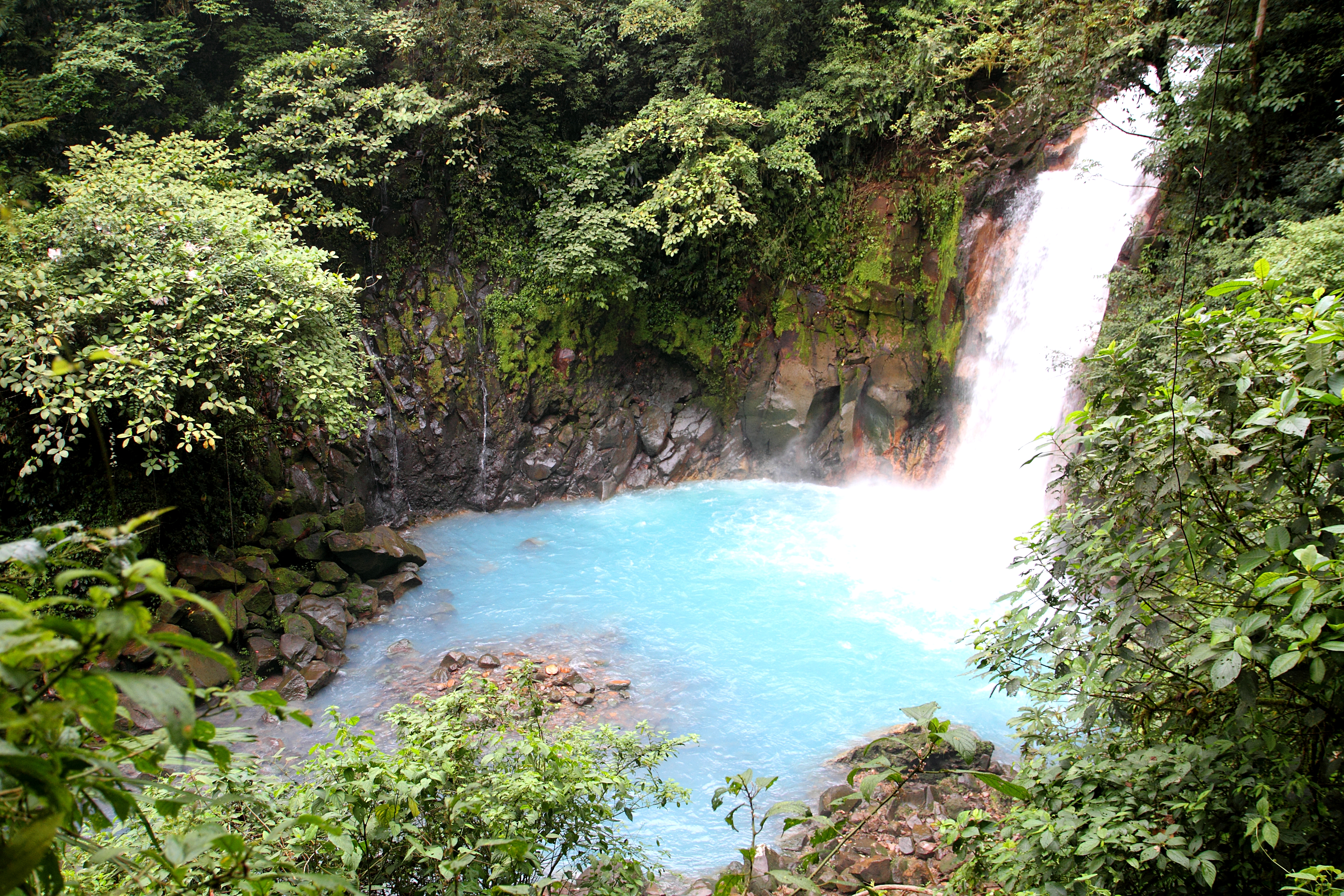
Catarata del río Celeste, en el parque nacional Volcán Tenorio. Importante destino turístico por su particular coloración.

Otros ríos destacados de esta vertiente son el río Sapoá (32 km), fronterizo con Nicaragua, que desemboca en el lago de Nicaragua; y el río Celeste, que posee importancia para el turismo de la región, debido a sus particulares aguas de color celeste, resultado de un efecto óptico producido por la dispersión de la luz solar debido a la alta concentración de silicatos de aluminio.

#### Sub-vertiente caribeña
Los ríos más importantes que desembocan directamente en el mar Caribe son, de oeste a este y de norte a sur:
- Sistema Tortuguero-Chirripó Norte-Colorado, que irrigan la parte más septentrional de las llanuras de Tortuguero. Forman una serie de islas fluviales (Brava y Calero), antes de desembocar en un delta en el mar Caribe. Un canal de 112 km une el río Tortuguero con Moín, permitiendo el acceso vía fluvial desde Limón hasta la frontera con Nicaragua. La región irrigada por estos ríos está protegida por diversos parques nacionales, reservas biológicas y refugios naturales.

- Sistema Reventazón (110 km)-Parismina (92 km) es básico para el Valle Central ya que recoge las aguas del sector oriental (valle del Guarco). En su curso recibe varios afluentes, como lo son los ríos Jiménez, Tapantí, Macho y Navarro. Es la tercera cuenca hidrográfica del país y la más importante de la región caribeña. El Reventazón posee la planta hidroeléctrica más grande de Centroamérica y al segunda mayor obra de infraestructura del istmo centroamericano, después del Canal de Panamá.

- Río Sixaola (76 km) sirve de límite entre Costa Rica y Panamá. Nace en las faldas de la cordillera de Talamanca. Tiene como afluentes al Yorkín, Coen, Lari y Urén. Además, sirve como medio de comunicación entre diferentes poblados pues es navegable.

Otros ríos importantes de la región caribeña son río Pacuare, río Chirripó Atlántico, río Matina, río Banano, río Bananito y río La Estrella.

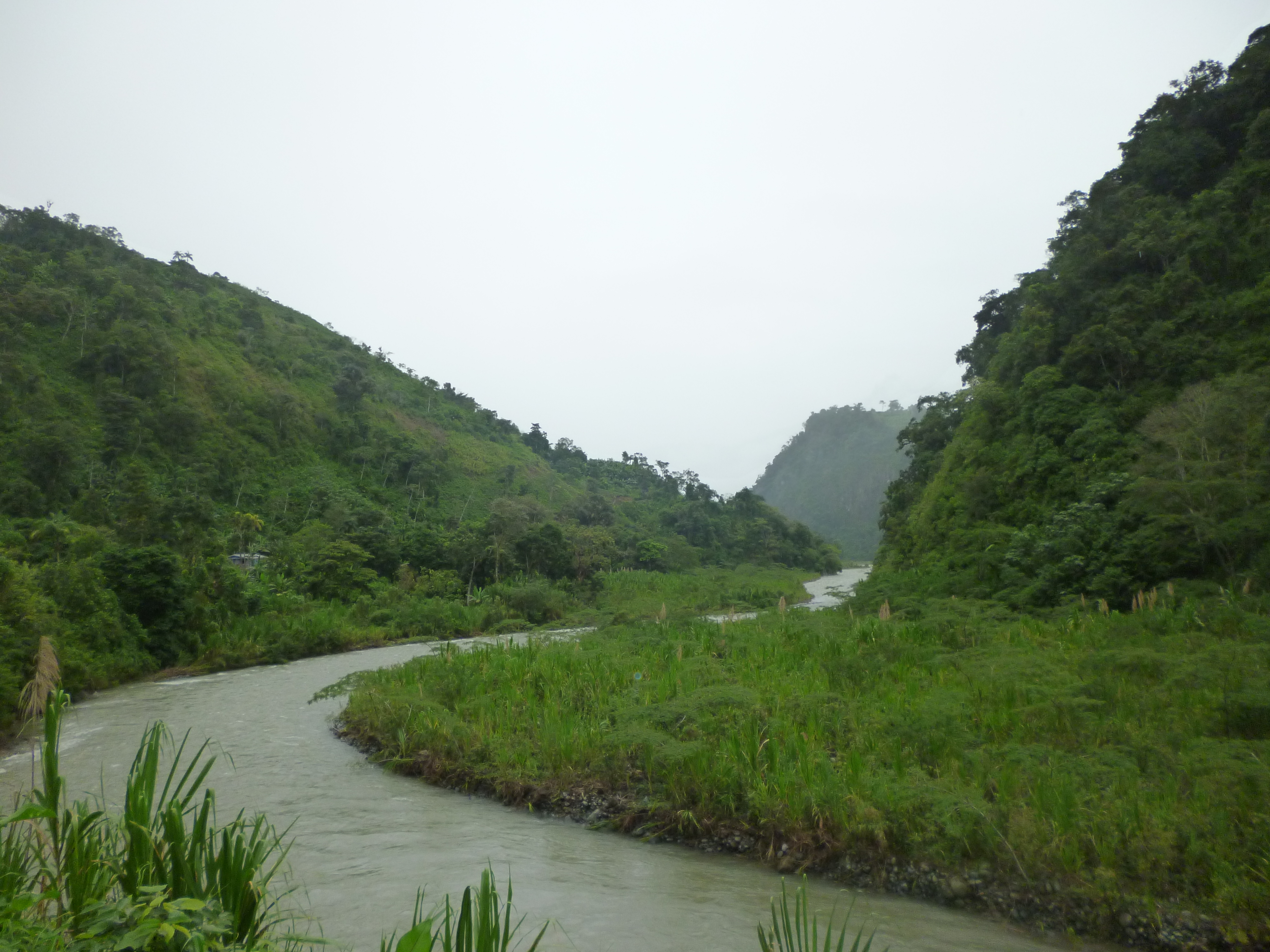
Río Chirripó Atlántico o Duchí, en idioma cabécar, es uno de los ríos importantes del Caribe y principal afluente del río Matina.
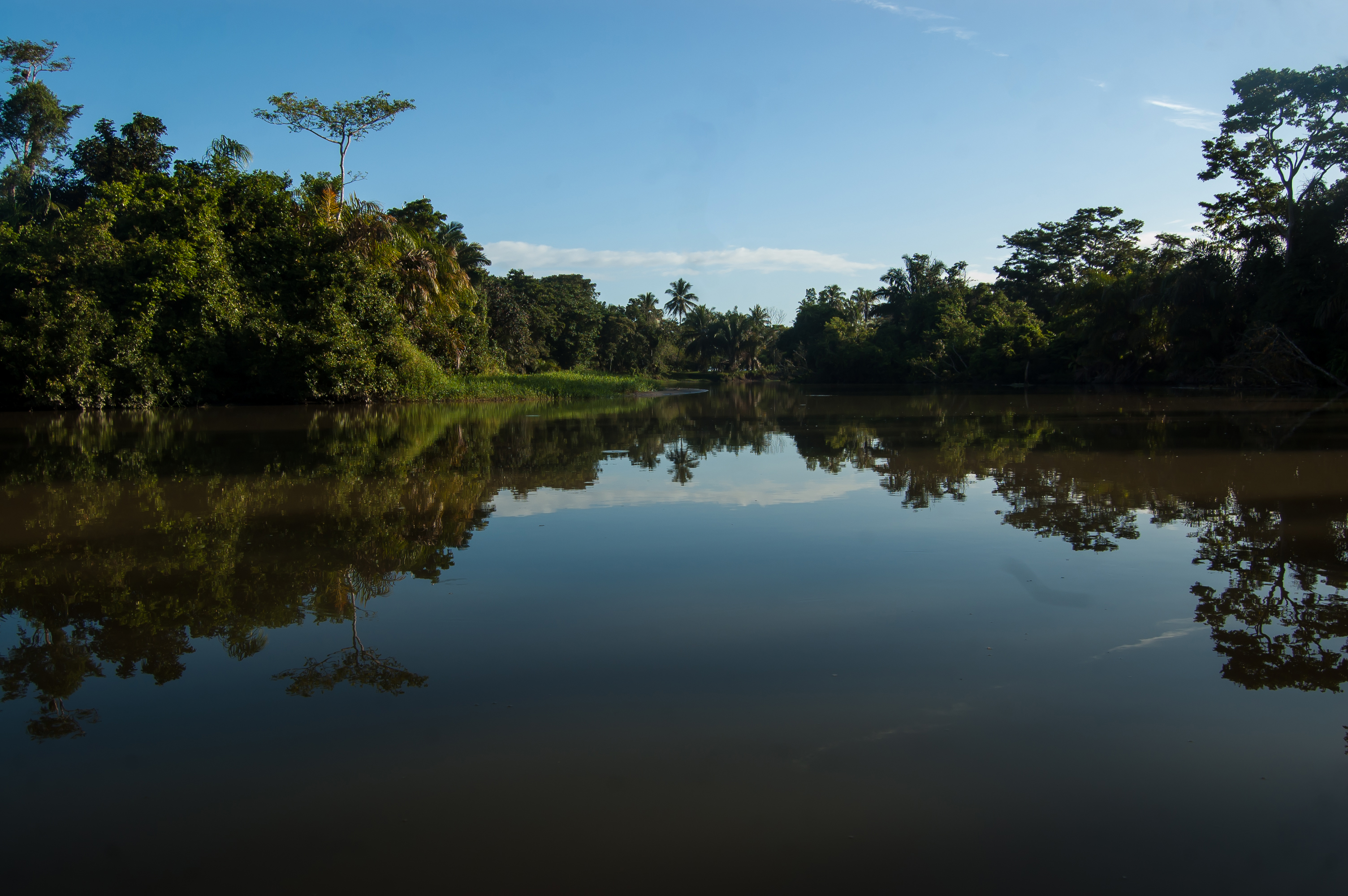
Río Parismina. Junto al Reventazón, forma la cuenca más importante del Atlántico. Su desembocadura es sitio de desove de tortugas.
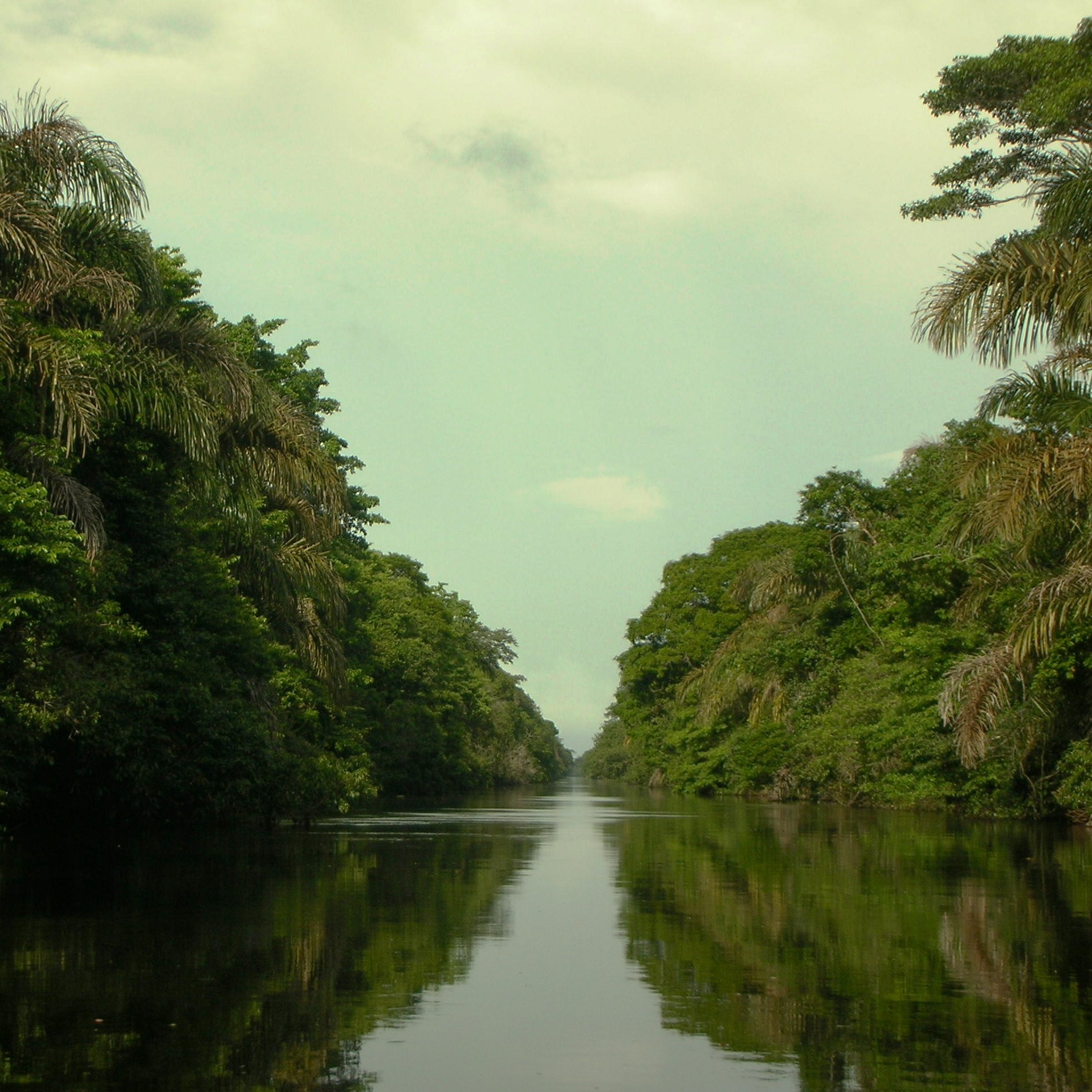
El río Colorado forma una red fluvial junto al río Tortuguero y el río Chirripó Norte. Es parte de una importante zona protegida.
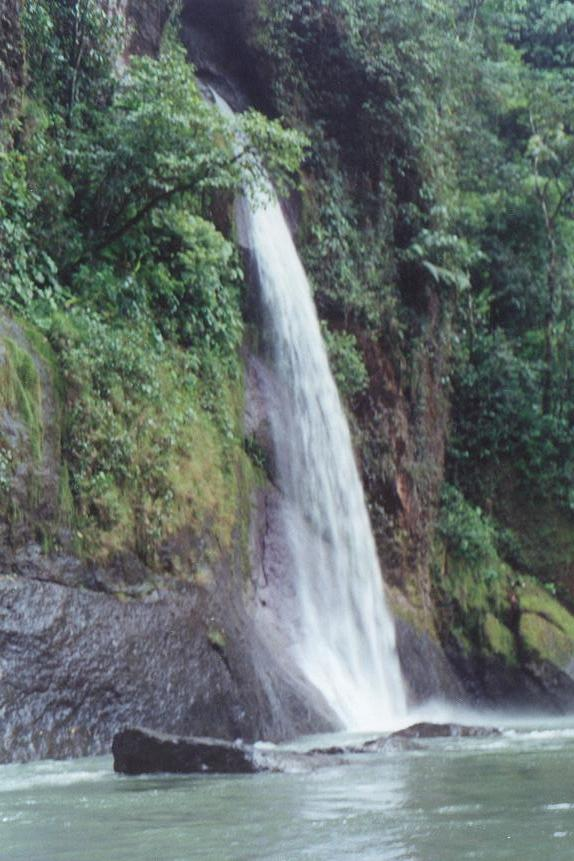
Una de las más de 20 cascadas del río Pacuare. Este río también es conocido por sus rápidos, donde se practica balsismo.
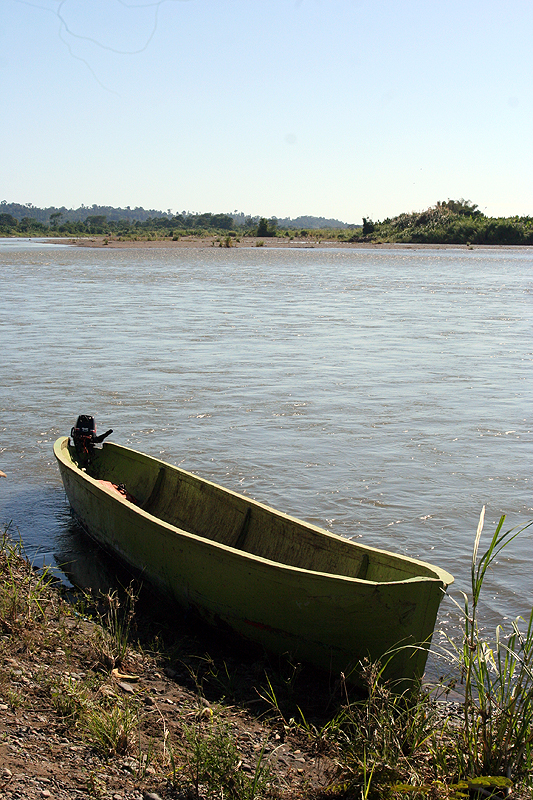
Río Sixaola, fronterizo con Panamá. La mayoría de sus afluentes, al igual que el Sixaola, llevan nombres indígenas.

### Aguas superficiales y subterráneas

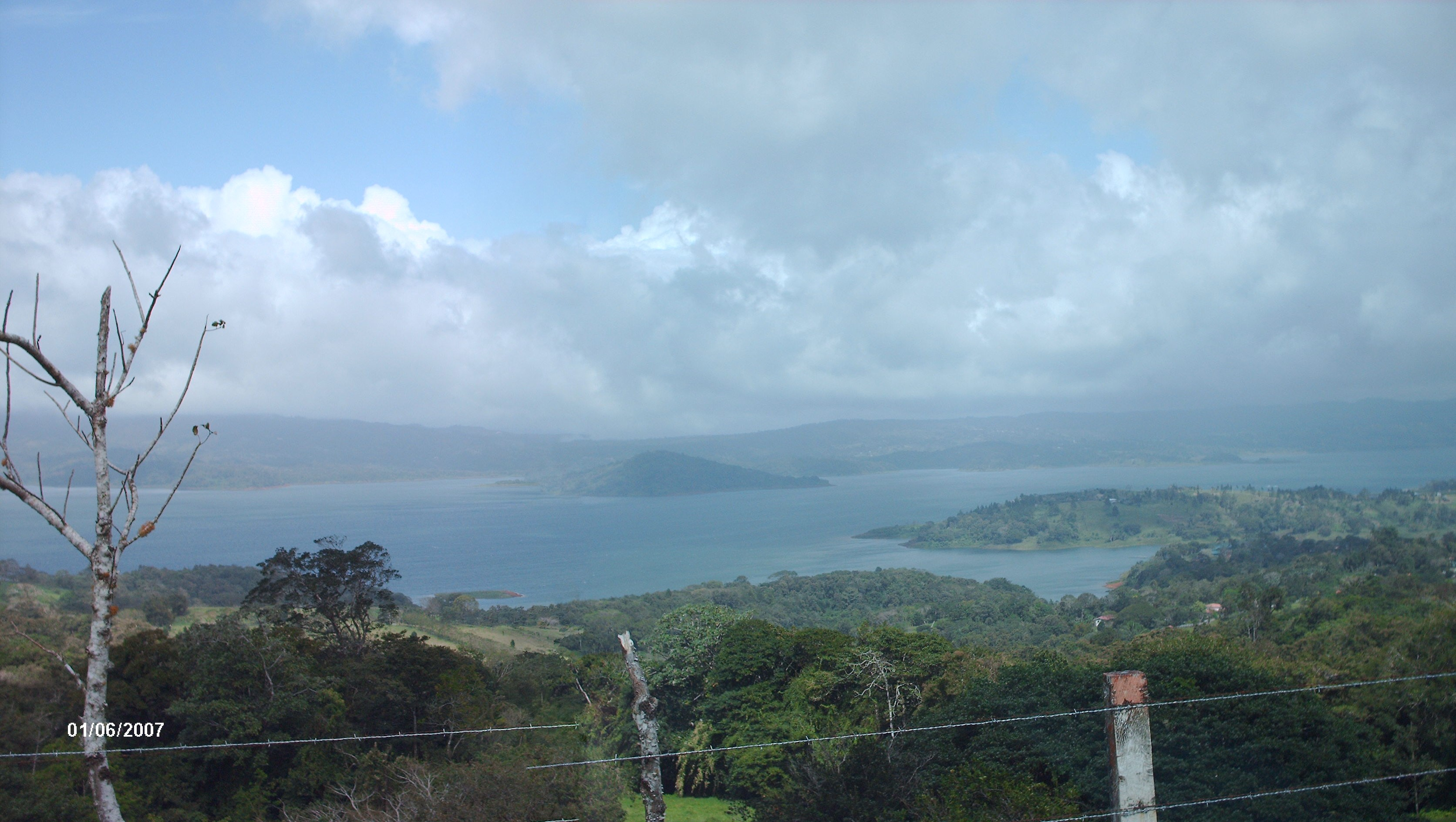
Lago Arenal, el más grande de Costa Rica.

Las fuentes de agua superficial en Costa Rica han sido aprovechadas para múltiples usos, como en la producción de energía hidroeléctrica, en el tratamiento de agua potable y en la recreación y control de inundaciones.
La cuenca Arenal-Tempisque, donde funciona el embalse Arenal, es el proyecto hidroeléctrico más grande del país. La misma cuenca se utiliza, río abajo para riego en la provincia de Guanacaste, acuacultura, recreación, control de inundaciones y conservación del ecosistema de humedal.
La generación hidroeléctrica es la actividad de mayor uso del agua de los ríos, utilizando para dicho propósito, cerca de un 70% del total, y la actividad agrícola con un 22,8%. El aprovechamiento de agua para el consumo humano, turismo, industria y agroindustria representan menos del 8.0% de la extracción total.
Los acuíferos más importantes del país son: Colima Superior, Colima Inferior, Barba, Liberia, Bagaces, Barranca, La Bomba (Limón), Zapandí y los acuíferos costeros: Jacó, Playas del Coco, Brasilito y Flamingo.
Con el firme propósito de proteger las nacientes de agua, ríos, la flora y fauna, se ha declarado alrededor del 29% del territorio nacional como zonas protegidas.

## Costas
Costa Rica posee costas tanto en el océano Pacífico como en el mar Caribe. En total, cuenta con 1.236 km. Los litorales costarricenses se encuentran en constante proceso de desgaste o relleno, como ocurrió con la deformación que sufrió la costa caribeña en el terremoto de Limón de 1991, cuando 90 km del litoral se elevaron alrededor de un metro.
Las dos costas oceánicas tienen notables diferencias en cuanto a su extensión, configuración y clima.

### Litoral del océano Pacífico

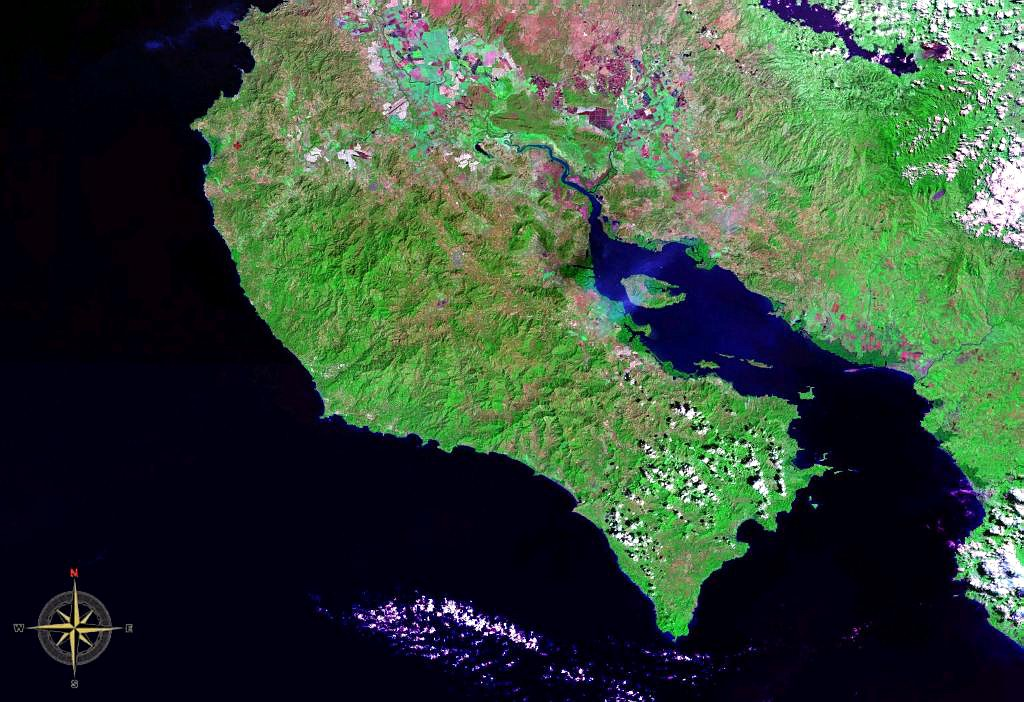
La península de Nicoya, con el golfo de Nicoya y sus islas. La costa del Pacífico costarricense es más extensa y abrupta que la del Atlántico.

Tiene una longitud de 1.016 km, lo que la hace seis veces más grande que la costa del Caribe. Es el más poblado y el más activo en lo que respecta al comercio y al turismo. Es topográficamente más quebrado que el litoral caribeño, con numerosos accidentes geográficos:
La costa inicia al noroeste con bahía Salinas y la península de Santa Elena, que contienen el basamento geológico más antiguo del país (80 millones de años). El golfo de Papagayo separa Santa Elena de la península de Nicoya. Este golfo es de mucha importancia económica para el país por ser uno de los principales polos turísticos, debido a sus numerosas playas y bahías, en las que destaca bahía Culebra. La península de Nicoya es la más grande del país, con numerosos acantilados, promontorios rocosos, bahías y cabos, entre los que se pueden citar cabo Velas, cabo Blanco y punta Morales.
La península engloba el golfo de Nicoya, que es el entrante de mar más profundo de Costa Rica, y en el que desembocan dos de los ríos más importantes del país: Tempisque y Tárcoles. El golfo de Nicoya contiene al menos 12 islas, algunas de ellas pobladas. También posee los dos puertos más importantes del pacífico, Puntarenas y Caldera. En el caso de la ciudad de Puntarenas, esta se encuentra construida sobre una lengua de arena que se proyecta dentro del golfo, formada por material sedimentario depositado a lo largo de siglos por el río Barranca.
Hacia el sureste, la costa forma dos bahías: bahía de Herradura y bahía de Coronado. Esta está limitada por punta Quepos y punta Llorona, y es el sitio donde desemboca el río Grande de Térraba, el mayor del país, en un amplio delta. La península de Osa es la más grande del sureste del país. Posee numerosas playas y al parque nacional Corcovado, el más biodiverso de Costa Rica. El cabo Matapalo, en el extremo de la península, es el punto más cercano del territorio continental del país a la isla del Coco (436 km). La península de Osa encierra al golfo Dulce, que contiene litorales protegidos, manglares y salinas. El último accidente de la costa sur es la punta Burica, que comparte con Panamá.

### Litoral atlántico

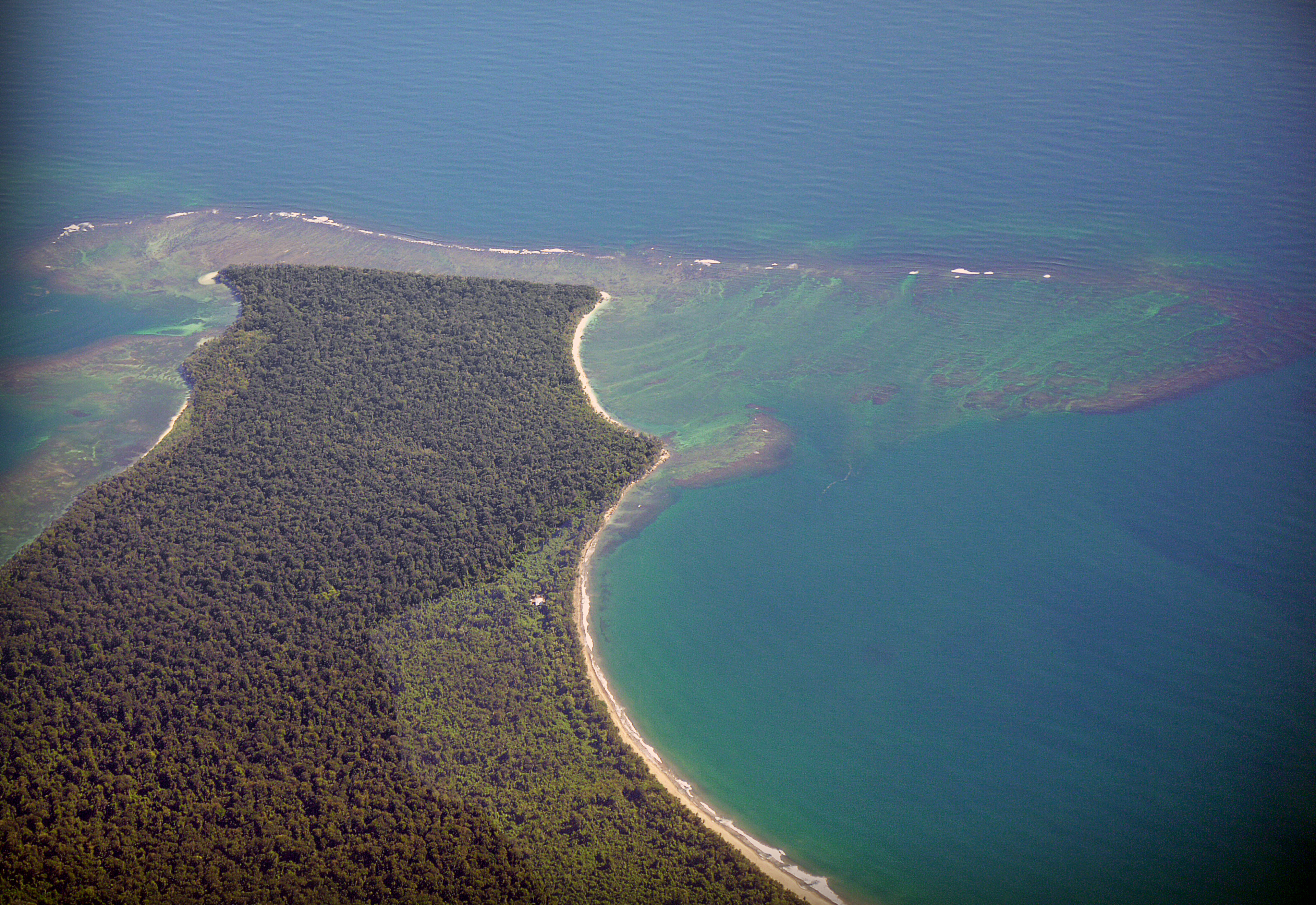
Punta Cahuita. El litoral caribeño posee configuración rectilínea y menos accidentes geográficos que el Pacífico.

Tiene una extensión de 220 km, abarca desde punta Castilla, en la desembocadura del río San Juan, hasta el río Sixaola. Posee un clima tropical lluvioso que deja a la costa bajo la influencia de los vientos alisios del noreste. La corriente ecuatorial del golfo de México pasa por esta costa, lo que permite que abunden las formaciones coralinas, lo que no ocurre en el litoral del Pacífico.
La costa posee una configuración rectilínea, determinada por la acumulación de material sedimentario procedente de aluviones depositados por los ríos, además del efecto del oleaje. Los accidentes más destacados inician en la amplia desembocadura del río Colorado y el río Reventazón-Parismina en el noreste, cuyos múltiples brazos forman isla fluviales, como la isla Calero, la más grande de Costa Rica. El curso meándrico de los ríos provoca concentración de abundantes materiales que forman barras de arena, lagunas y albuferas, destacándose la barra del Colorado.
Le siguen la bahía de Moín, donde se ubican la isla Uvita y la saliente donde se encuentra Puerto Limón, la ciudad más importante del Caribe. Hacia el sureste se encuentran punta Cahuita, Uva, Mona y Cocles.

## Archipiélagos e islas
Costa Rica posee gran variedad de islas de variado origen en ambos océanos. Muchas de ellas son parte de parques nacionales y refugios naturales, mientras que otras se encuentran habitadas, principalmente las del golfo de Nicoya.

### Archipiélago del Murciélago e isla Bolaños
Se encuentran en la bahía Salinas, en la costa del océano Pacífico, cerca de la frontera con Nicaragua. Se tratan de pequeñas islas que sirven como refugio natural para aves y fauna marina. Forman parte del Área de Conservación Guanacaste.

### Archipiélago del golfo de Nicoya

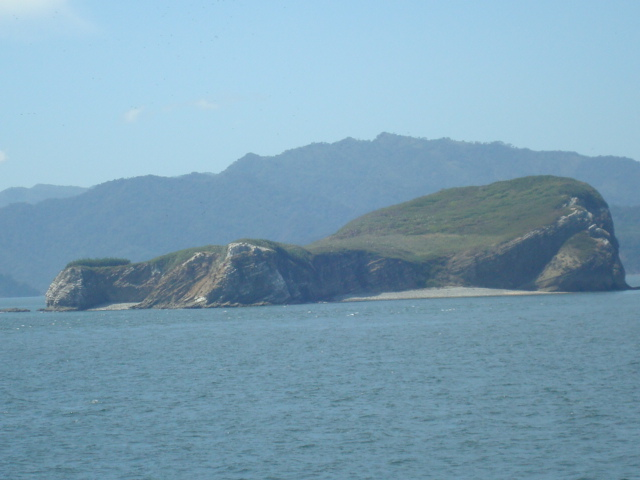
La isla Guayabo, en el golfo de Nicoya, es refugio de aves marinas.

Son una serie de islas de origen volcánico, ubicadas en el golfo de Nicoya, muchas de ellas pobladas desde la época precolombina. Administrativamente, forman parte de la provincia de Puntarenas. La mayor de ellas es la isla de Chira, ubicada cerca de la desembocadura del río Tempisque. Con 43 km², es la mayor isla del océano Pacífico y la más poblada. La isla Venado (6.5 km²), la isla Caballo, y la isla de Cedros poseen pequeñas villas que subsisten de la pesca artesanal.
Les sigue en importancia la isla San Lucas, la más cercana a la ciudad de Puntarenas (8 km). San Lucas contiene un antiguo penal y actualmente es refugio silvestre y lugar turístico. Cerca de San Lucas hay pequeñas islas despobladas con forman parte de refugios naturales: isla Bejuco, isla Muertos, isla Jesusita, isla Pan de Azúcar, isla Pájaros, isla Guayabo e isla de los Negritos.
La isla Tortuga, junto a los islotes de Alcatraz y Tolinga, es un importante sitio de visitación turística por sus playas y exuberante vegetación. La isla de Cabo Blanco, ubicada frente al mismo, en el extremo suroeste de la península de Nicoya, forma parte del área protegida más antigua de Costa Rica.

### Islas del Pacífico central y sur

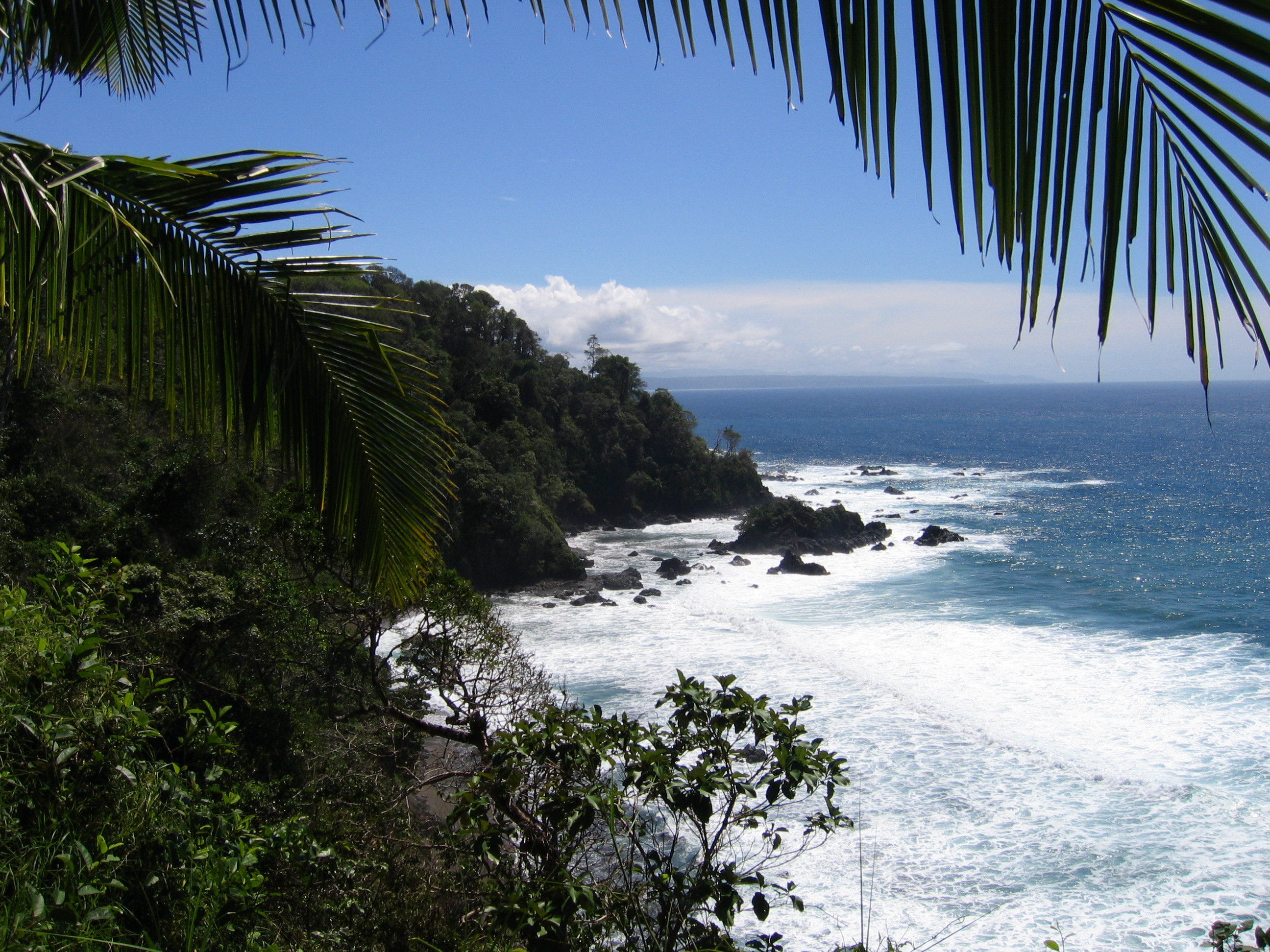
La isla del Caño, en el Pacífico sur, es refugio silvestre y yacimiento arqueológico.

Hacia el sureste del golfo de Nicoya, se ubican varias islas: isla Herradura, localizada en la bahía del mismo nombre; isla Damas, una isla marítimo-fluvial cercana a la ciudad de Quepos, ubicada en la desembocadura del río Paquita; las islas del parque nacional Manuel Antonio (Olocuitas, Gemelas, Verde, Toro Amarillo y Mogote), que son parte de esta área protegida; isla Ballena, en el parque nacional marino Ballena, es sitio de anidación de varias especies de ballenas.
Una de las más importantes es la isla del Caño, ubicada al oeste de la península de Osa, que cuenta con bancos de coral y abundante vida marina. Además de refugio de vida silvestre, la isla del Caño posee el único yacimiento arqueológico de Costa Rica con esferas de piedra que se haya encontrado fuera del territorio continental del país.
La zona del delta Térraba-Sierpe posee numerosas islas fluviales, entre ellas la isla Violín y las islas Zacate.

### Isla del Coco

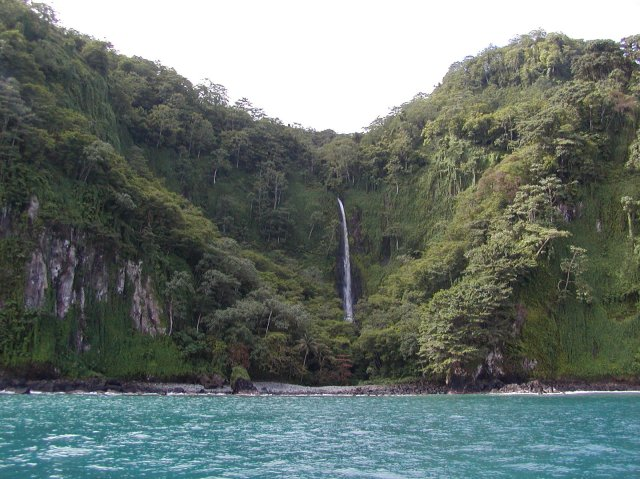
Una catarata en la isla del Coco. Descubierta en 1526, pertenece a Costa Rica desde 1869, es parque nacional desde 1978 y Patrimonio de la Humanidad desde 1997.

La isla del Coco es la isla más famosa de Costa Rica. Se encuentra ubicada a 500 km al sureste de Puntarenas, provincia a la que pertenece, en las coordenadas 05°31′N 87°04′O / 5.517, -87.067. Solamente se puede acceder a ella por barco. La isla es el único afloramiento de una cordillera volcánica extinta de 700 km de largo que se extiende bajo el mar patrimonial de Costa Rica. Su área terrestre es de 23,85 km², y mide 7,6 km de largo y 4,4 km de ancho, siendo su forma aproximadamente rectangular. La costa es sinuosa, con accidentes geográficos como acantilados, bahías y cabos. Su punto más alto es el cerro Iglesias (575 m s. n. m.). Posee numerosos cursos de agua que forman hasta 200 cascadas. A su alrededor hay varios islotes como la isla Manuelita y los Moais.
Se caracteriza por su abundante biodiversidad, por lo que ha sido declarada parque nacional y Patrimonio de la Humanidad por la UNESCO. Se encuentra cubierta por un exuberante bosque nuboso. De 235 especies de plantas identificadas, 70 son endémicas. De 362 de insectos, 64 son endémicas. Existen 2 especies endémicas de lagartijas. También se registran 3 especies de arañas; 85 de aves, 4 de ellas endémicas; 57 de crustáceos; 118 de moluscos; más de 200 de peces y 18 corales. El principal asentamiento se encuentra en Bahía Waffer, casi todo compuesto por personal científico y de conservación: guardaparques, biólogos, investigadores, marinos y voluntarios.

### Islas del mar Caribe

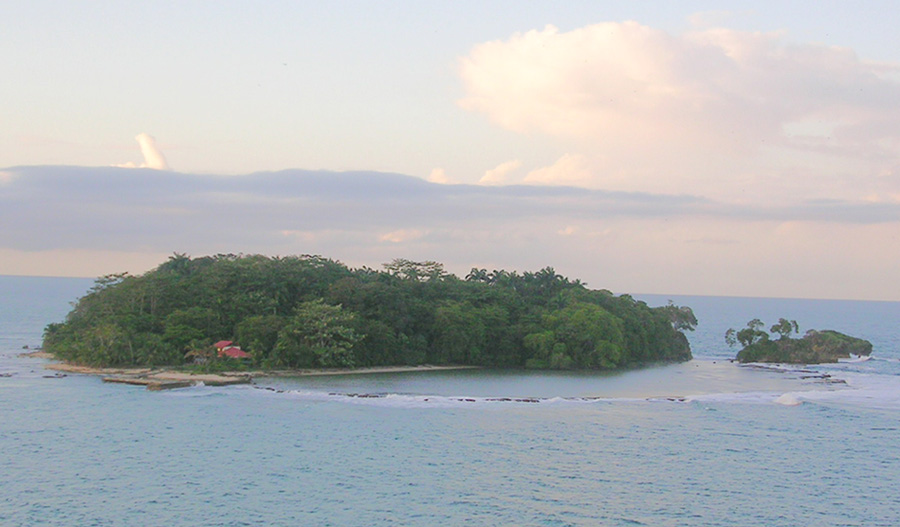
La isla Uvita en Limón, donde desembarcó Cristóbal Colón en 1502.

Costa Rica posee tres grupos de islas en el mar Caribe: en el Caribe norte, hay numerosas islas fluviales, formadas por la desembocadura de varios ríos en el delta del río San Juan, en la frontera con Nicaragua. La mayoría de estas islas poseen terrenos pantanosos, formando parte de refugios naturales y de vida silvestre. La isla Calero es la más grande de Costa Rica (151.6 km²), seguida de la isla Brava (44.4 km²), ambas separadas por el río Colorado. También están las islas Tortuguero, Pacuare, Penitencia y Palma, que se ubican en desembocaduras de los ríos en el mar Caribe. Las islas están poco habitadas, dedicándose las familias a la agricultura y la pesca.
En el Caribe central, las islas más destacadas son isla Moín e isla Uvita, ubicadas frente a Puerto Limón. Moín está ubicada donde inicia el canal de Tortuguero, que permite la comunicación fluvial entre Limón y la frontera con Nicaragua. Frente a esta isla está el puerto de Moín, el muelle más importante del país por donde se realizan las exportaciones por el Atlántico. La isla Uvita, ubicada a 3 km frente a Puerto Limón, reviste importancia histórica, pues fue el primer punto del territorio nacional donde desembarcó Cristóbal Colón en 1502, en su cuarto y último viaje. Está formada por acantilados rocosos y cubierta de vegetación exuberante, pero se encuentra deshabitada.
En el Caribe sur, se encuentra la isla Punta Mona, conocida también como Monkey Point, una pequeña isla frente a las costas del cantón de Talamanca, cerca de la desembocadura del río Sixaola. Posee una costa irregular con arrecifes coralinos y está cubierta por bosque tropical. Forma parte del Refugio nacional de vida silvestre mixto Jairo Mora Sandoval Gandoca-Manzanillo.

## Mar territorial y patrimonial

Mapa con los límites marítimos entre los países con aguas en el mar de Balboa.

El mar territorial de Costa Rica tiene un ancho de 12 millas náuticas (22.200 km²) a todo lo largo de los litorales. Es considerado parte integrante del país para todos los efectos legales. Sumado a la extensión territorial del país (51.100 km²), suma un total de 73.300 km². Por ley, la zona marítimo-terrestre es propiedad del Estado y no puede ser propiedad de particulares.
El mar patrimonial está constituido por 188 millas náuticas (348.210 km²) hacia el mar abierto, posterior a las 12 millas del mar territorial. La zona económica exclusiva de Costa Rica en ambos océanos asciende a 574.725 km², lo que sumado a la superficie terrestre da al país un total de 625.825 km² de extensión. El mar patrimonial de Costa Rica en el océano Pacífico es más extenso que en el mar Caribe debido a la situación geográfica de la isla del Coco. Costa Rica ejerce soberanía sobre su mar patrimonial tanto con fines de explotación comercial, como de exploración, conservación y ordenación de los recursos vivos y no vivos (subsuelo y aguas) de conformidad con el derecho internacional.
Por el mar Caribe, Costa Rica tiene límites marítimos con Nicaragua, Panamá y Colombia. Por el océano Pacífico, Costa Rica tiene límites marítimos con Nicaragua, Panamá, Colombia y Ecuador, este último a través del límite marítimo entre la isla del Coco y las islas Galápagos.

## Clima
Costa Rica es un país climáticamente muy variado, en general se encuentra en la región del neotrópico, por lo que presenta un clima tropical, con dos estaciones bien definidas en casi todo el territorio: la seca (llamada también verano) y la lluviosa (llamada invierno). La época seca inicia desde principios de diciembre hasta finales de abril, mientras que la lluviosa inicia desde principios de mayo hasta finales de noviembre, además durante la época lluviosa hay un tiempo llamado Veranillo de San Juan en los últimos días del mes de junio cuando el clima nuevamente vuelve a ser de estación seca por un periodo corto de tiempo.
Sin embargo, la topografía del país es muy divergente, con presencia de montañas, valles y llanuras en un territorio bastante pequeño. Debido a su ubicación tropical, la temperatura no sufre variaciones drásticas. Al estar ubicado en el hemisferio norte, la nación se ve afectada por los cambios de estación, durante el mes de diciembre, cuando las temperaturas suelen descender considerablemente por los vientos del norte en los lugares más altos del país. La duración del día se ve afectada durante los solsticios y equinoccios. Los sistemas montañosos corren longitudinalmente de noroeste a sureste, determinando tres grandes regiones climáticas:
- La Región Tropical Húmeda del Atlántico, que abarca la costa Caribe y el norte del país, presenta un clima tropical húmedo, con un alto régimen de precipitaciones (casi hasta los 5000 mm anuales), lluvioso todo el año por la época lluviosa y por los constantes vientos alisios del norte, sobre todo en las faldas de las cordilleras, con disminución de las lluvias en febrero, marzo y octubre, y temperaturas que nunca son inferiores a los 22 °C y máximas de 30 °C promedio, por la constante nubosidad.

- La Región Tropical del Pacífico, con un clima tropical con estación seca bien definida en la sección norte, con temperaturas máximas de hasta 30 °C en invierno y 38 °C en verano y mínimas de 18 °C y 22 °C en las mismas épocas, respectivamente, la época lluviosa en la zona es corta, de hasta 6 meses de mayo a noviembre, con régimen de lluvias de 1500 a 2000 mm anuales. En la sección sur del Pacífico el clima es el mismo de la costa Atlántica del país, cálido y muy lluvioso todo el año, aunque sí cuenta con una corta estación seca que suele ser alrededor de febrero y mayores temperaturas.
- La Región Intermontana Central abarca el Valle Central y las cadenas montañosas del sur y sus valles como El General. Presenta relieve montañoso con altitud entre 500 y 1200 m s. n. m., registrándose al oeste temperaturas cálidas en las partes bajas de hasta 32 °C como la ciudad de Alajuela, Atenas, San Isidro del General y Buenos Aires por gran influencia del clima del Pacífico, al centro temperaturas templadas de 26 °C como en San José, Puriscal, San Ramón y Coto Brus, y 23 °C en Cartago y Dota, y al este temperaturas frías en las partes altas de hasta -2 °C como el Volcán Irazú y Cerro Chirripó. Las zonas más cálidas y bajas son más secas por la influencia climática del Pacífico, y las zonas más frescas y frías son más húmedas por estar más cerca de las líneas de las cadenas montañosas donde hay más influencia climática del Caribe.

Además, el Instituto Meteorológico Nacional divide a Costa Rica, de acuerdo a ciertas características y diferenciaciones, en las siguientes seis regiones climáticas: Valle Central, Pacífico Norte, Pacífico Central, Zona Sur, Zona Norte, Caribe e Isla del Coco.
Debido a la ubicación geográfica de la nación, el territorio es afectado anualmente por la temporada de huracanes, con mayor afectación en tiempos históricos por el huracán Fifi-Orlene (1974), hurácan Juana (1985), huracán Cesar-Douglas (1996), huracán Mitch (1998), la tormenta tropical Alma (2008), huracán Tomás (2010), huracán Otto (2016), tormenta tropical Nate (2017) y huracán Eta (2020)

Paisajes bioclimáticos de Costa Rica
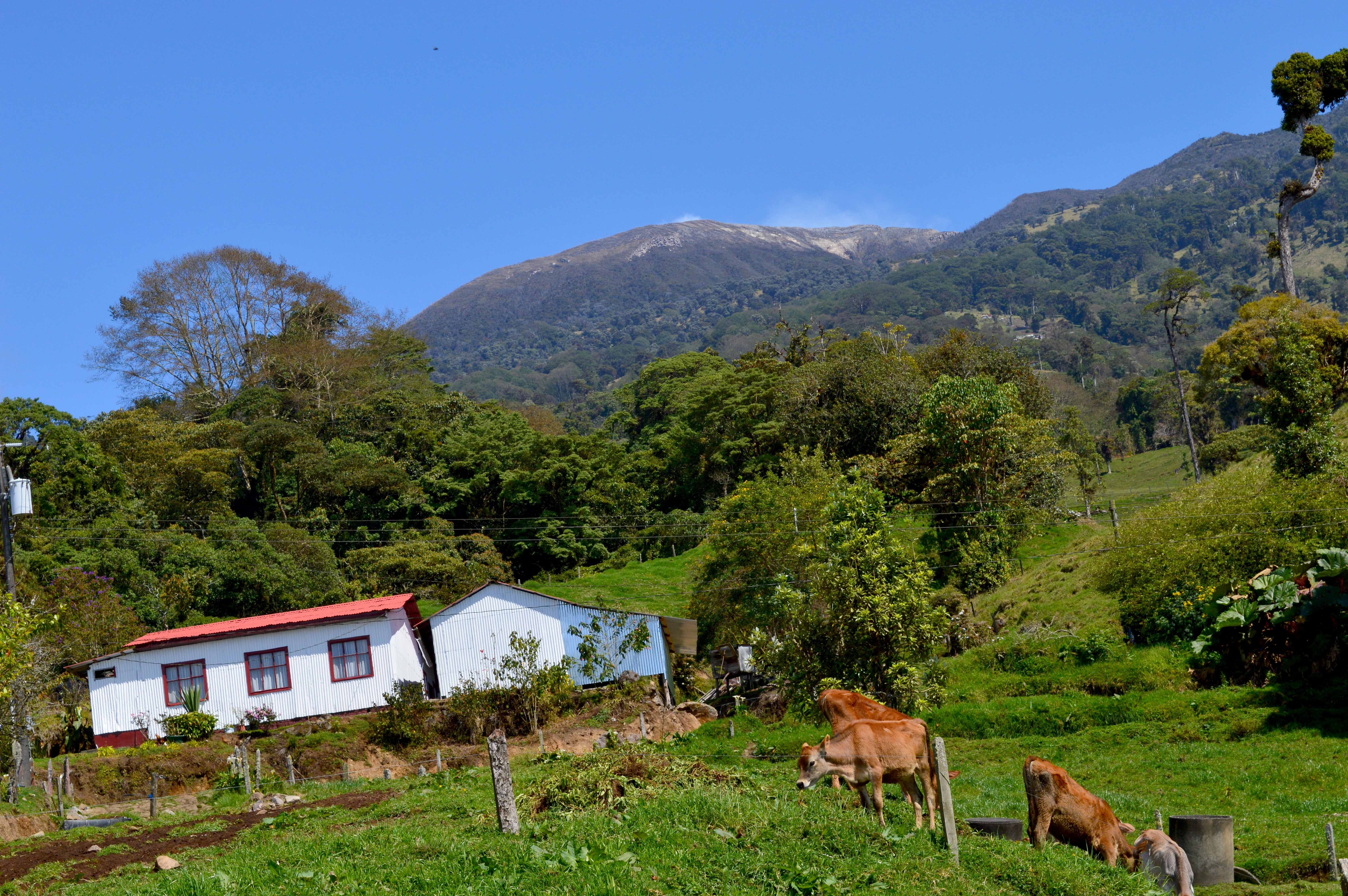
Clima templado de altura Volcán Turrialba
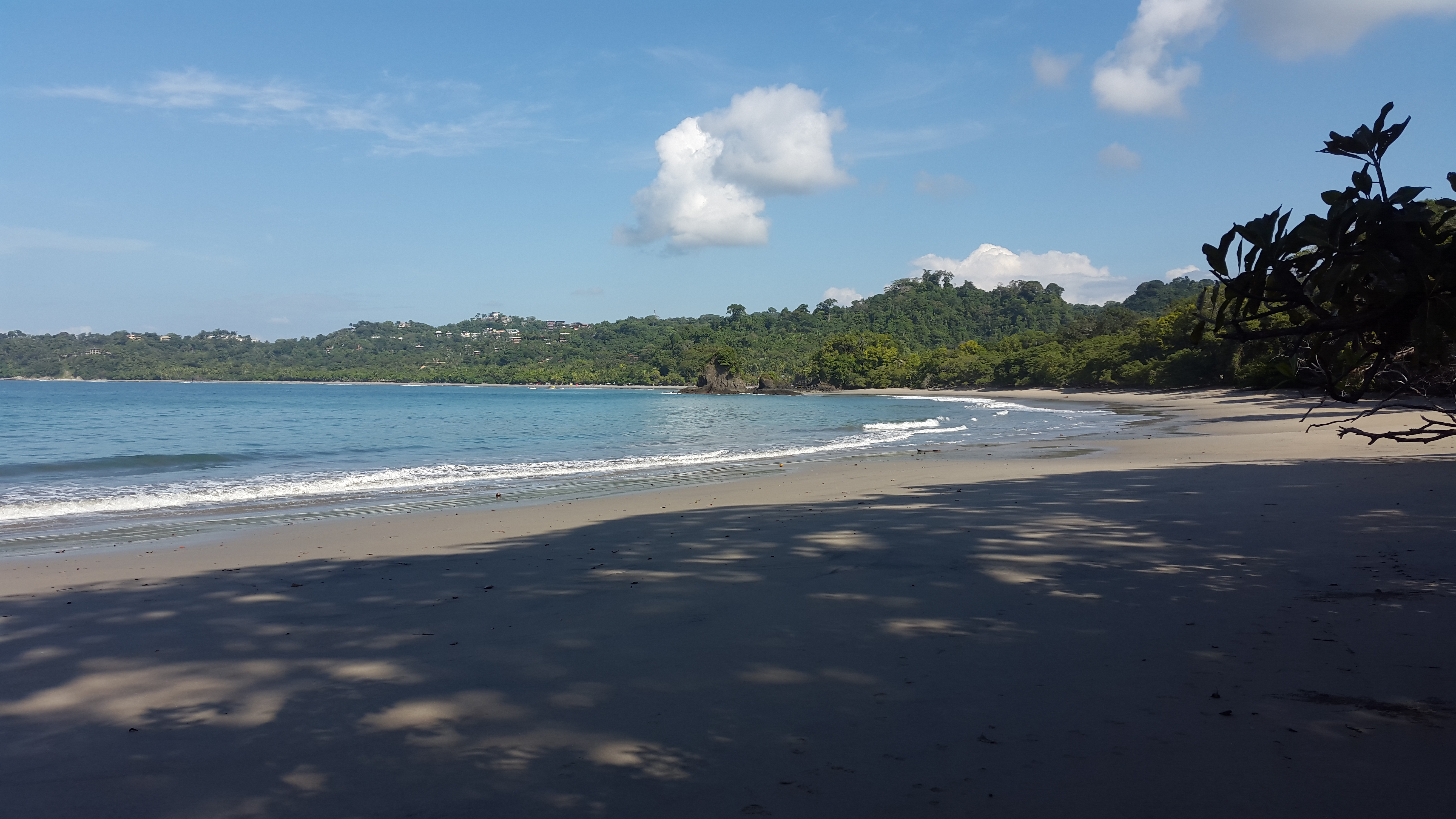
Clima tropical con estación seca Manuel Antonio
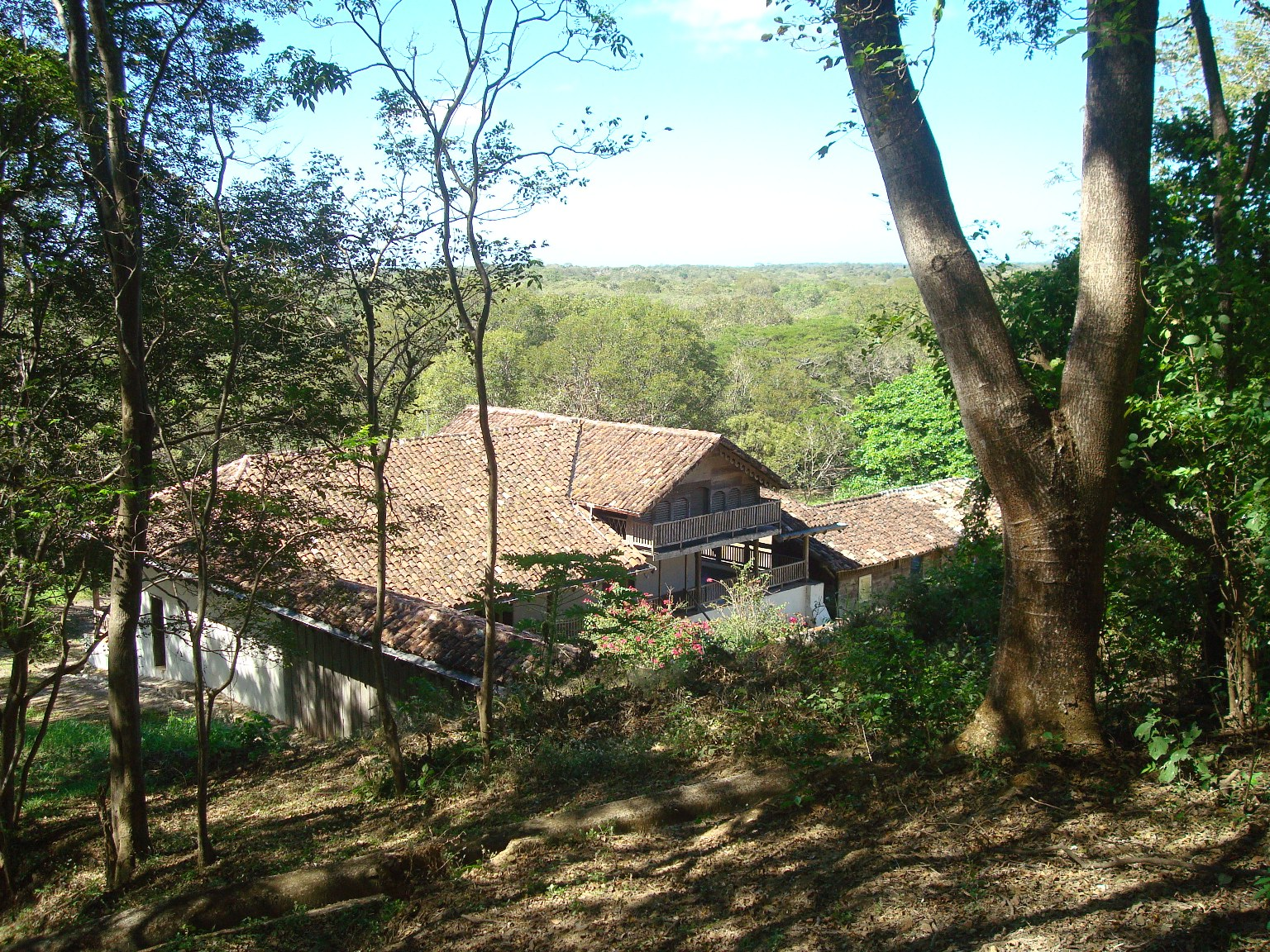
Bosque tropical seco Santa Rosa
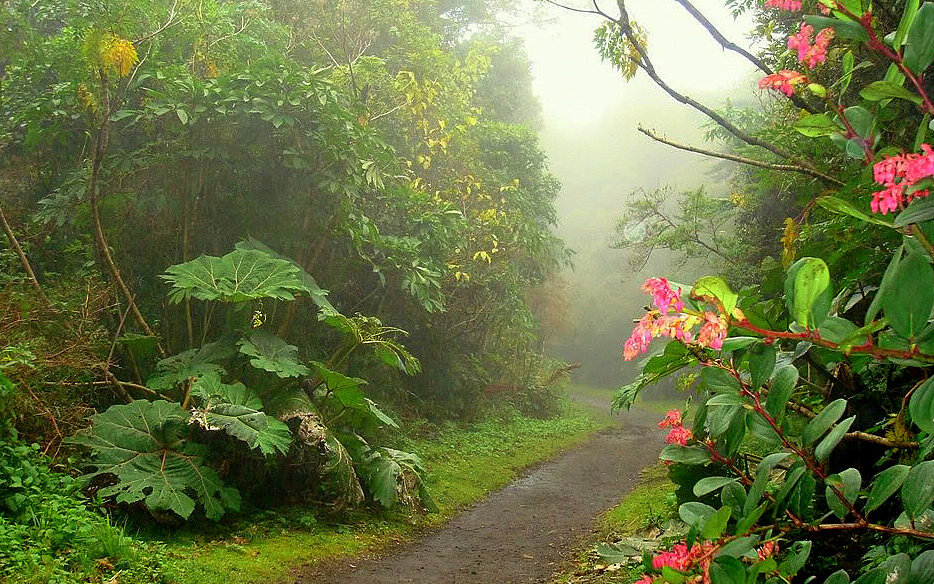
Bosque húmedo montano y premontano Braulio Carrillo
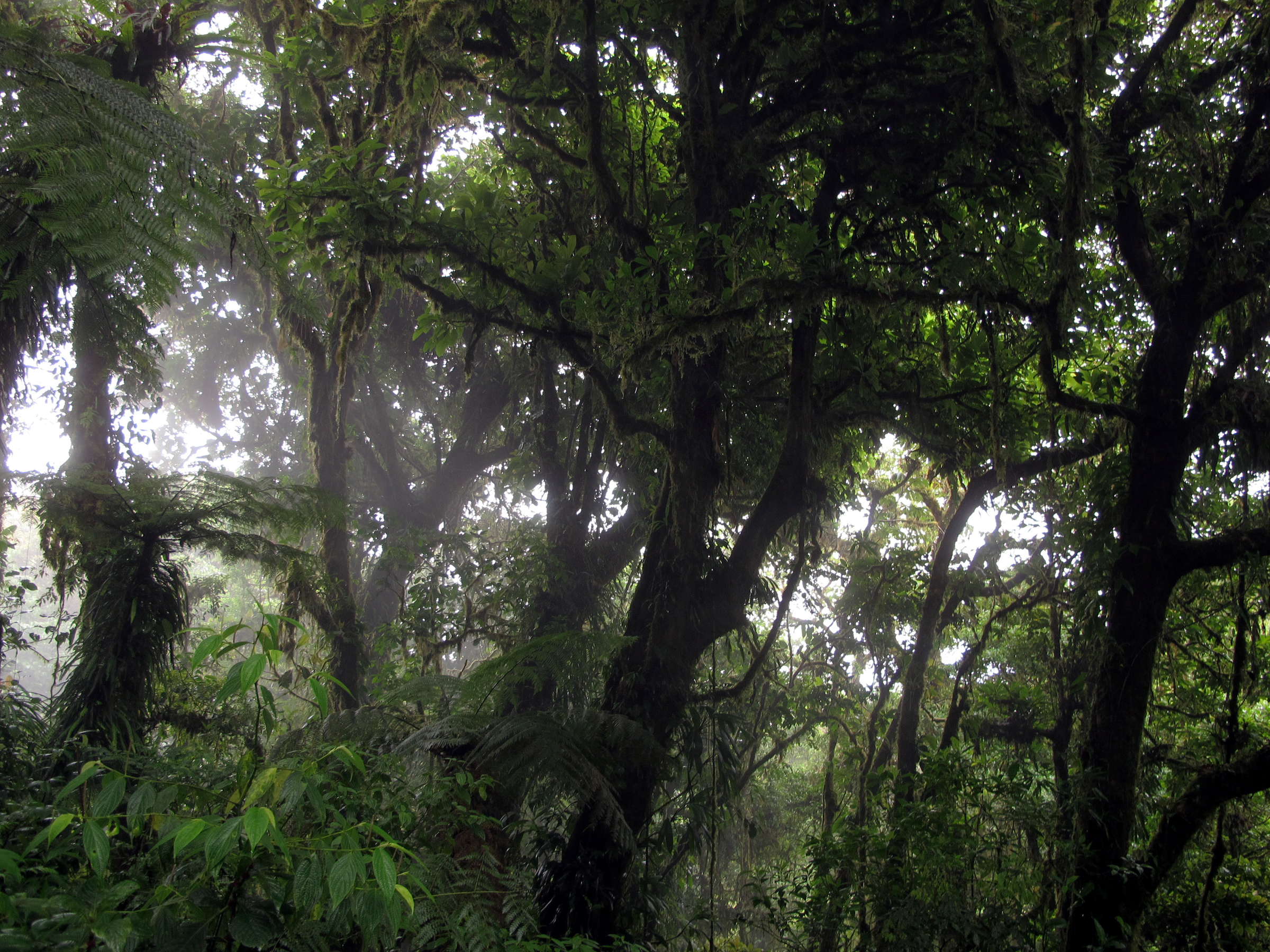
Bosque nuboso Monteverde
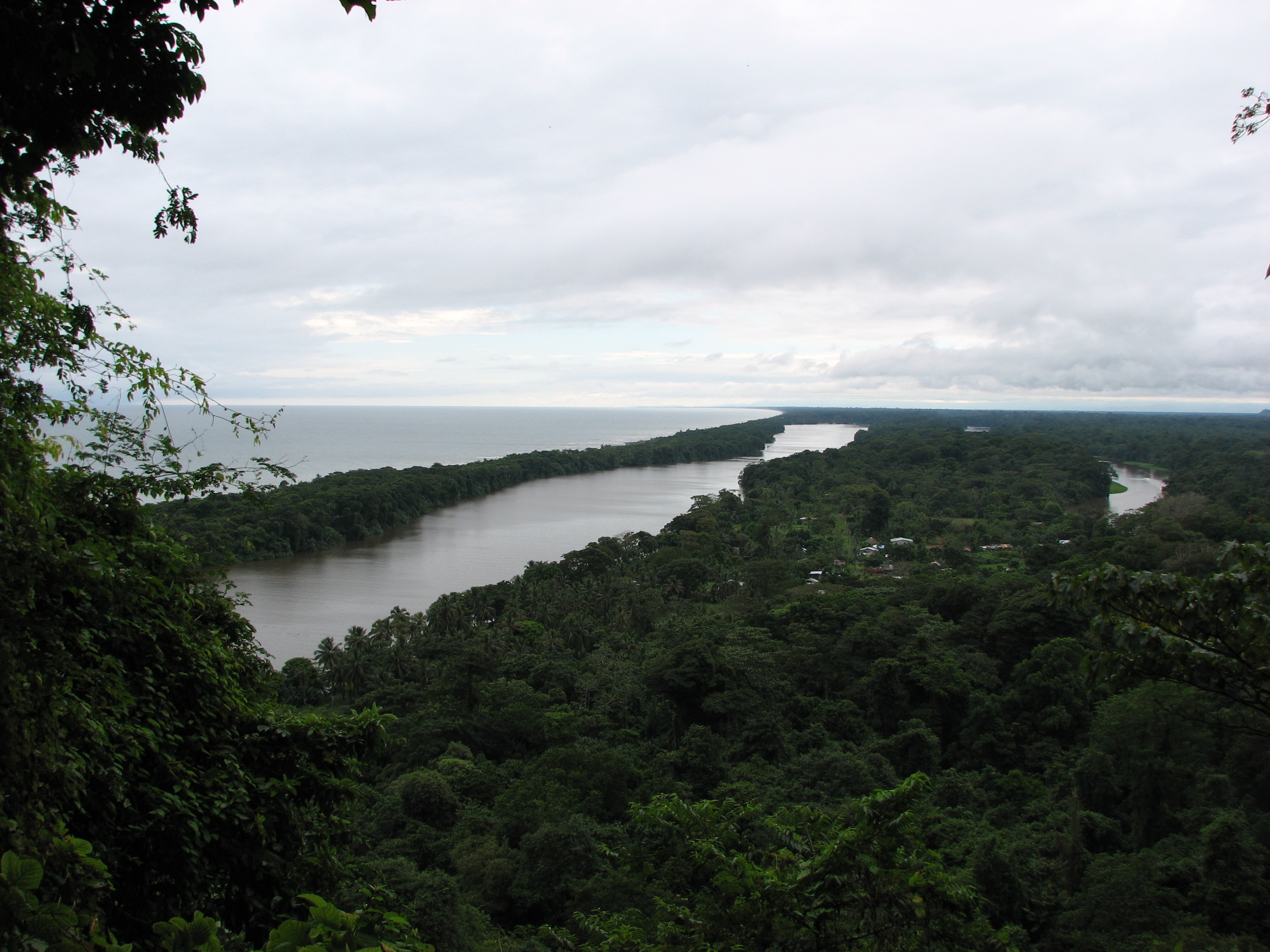
Bosque húmedo tropical Tortuguero
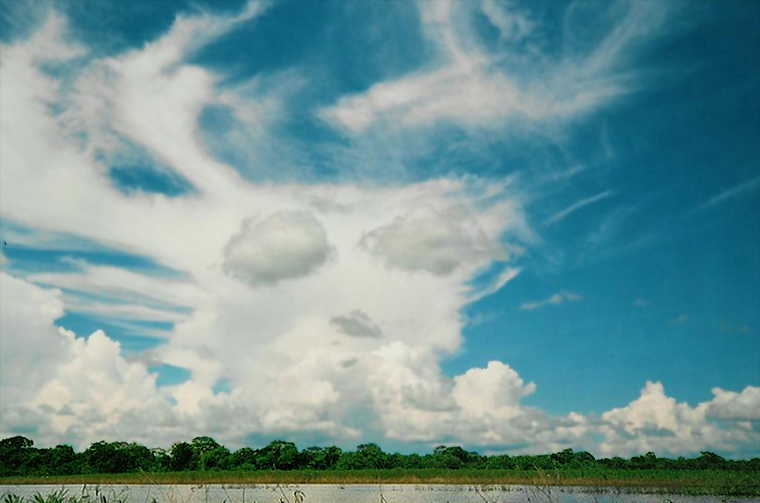
Humedal Caño negro
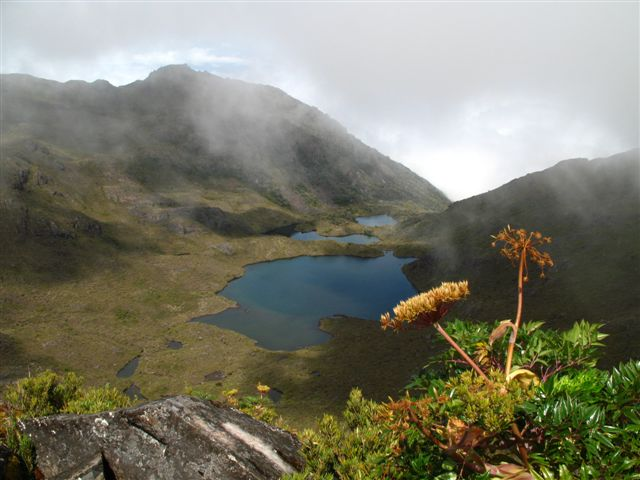
Páramo Cerro Chirripó
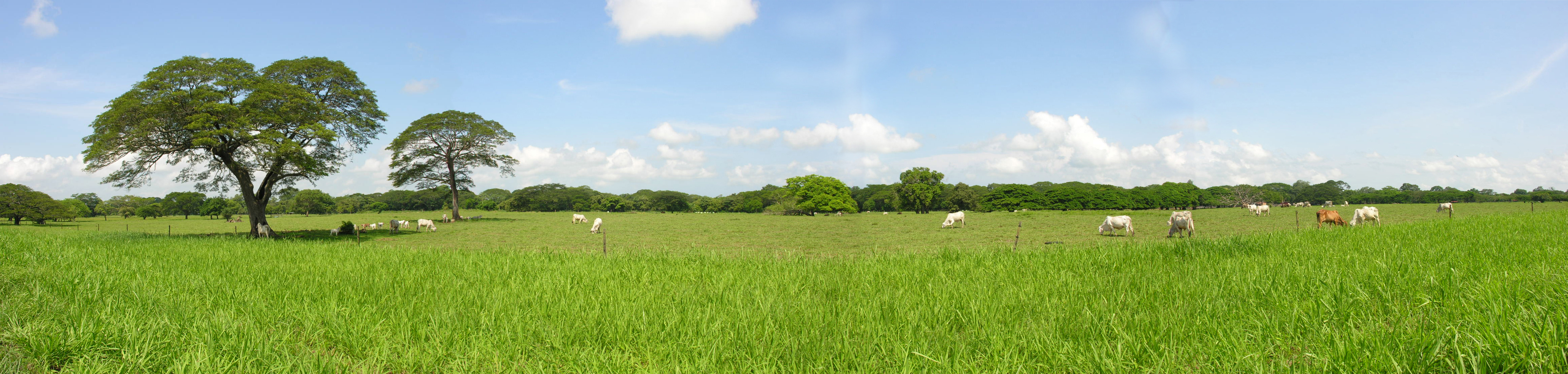
Clima tropical seco Pampa de Guanacaste
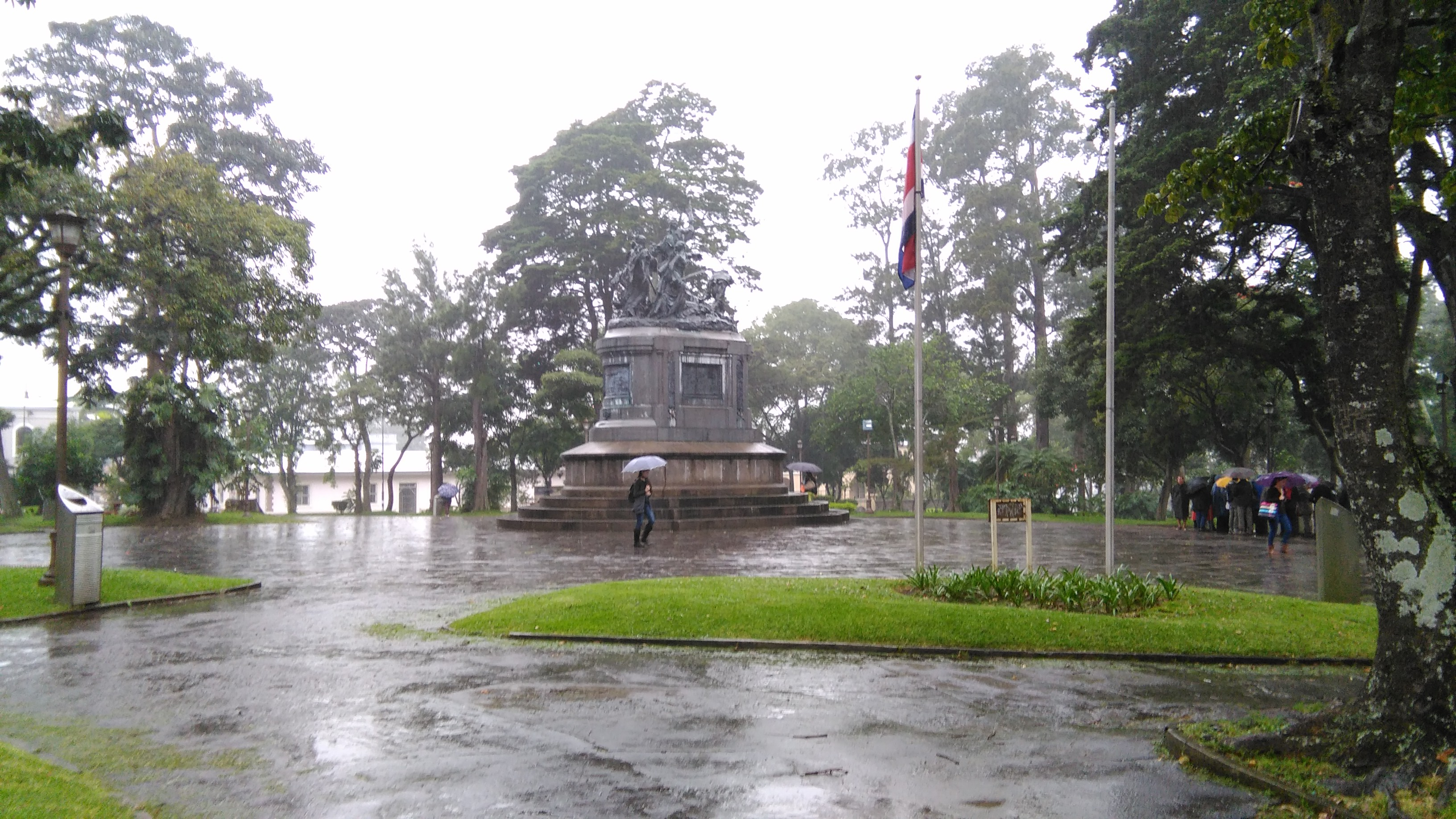
Clima templado con verano suave San José

## Flora y fauna
Costa Rica posee una rica cubierta vegetal, tanto por variedad de especies como por densidad de las mismas. En el país hay más de 12.000 especies de plantas, incluidas más de 1300 especies de orquídeas. El árbol nacional es el árbol de guanacaste, la flor nacional es la guaria morada.
Los bosques cubren 1/3 de la superficie total del país. Los manglares ocupan aproximadamente el 1% de la extensión total del país y se concentran, en su mayoría, en la vertiente del Pacífico. Las selvas umbrófilas se dan en el Caribe, en la Cordillera de Talamanca y en la Península de Osa, todas son todavía vírgenes. Las selvas tropófilas se dan en el norte y centro del país.
La fauna de Costa Rica es variada y diversa; por densidad de especies Costa Rica ocupa el primer lugar a nivel mundial. El país es hogar de 234 especies de mamíferos, la mitad de ellos murciélagos; 850 especies de aves, de las que 600 son residentes; más de 200 especies de reptiles, la mayoría serpientes; unas 180 especies de anfibios.
En el país hay más de 150 especies en peligro de extinción, entre ellas destacan el jaguar, el tapir, el pecari, el águila harpía y el guacamayo.

## Cobertura boscosa
Acorde con la FAO, para el 2010 Costa Rica posee una extensión de bosques de 26 050 km², correspondiente a un 51% del territorio nacional. Durante el periodo 1990-2000 el país presentó una tasa de variación anual de un -0.8%, lo que representó una deforestación de 190 km²/Año. No obstante en el periodo 2000-2010, se logró revertir dicha tendencia logrando un aumento del 0.9%, equivalente a la recuperación de 230 km²/Año de cobertura boscosa.

## Sistema de Parques Nacionales
El país es notablemente respetado a nivel internacional por su sistema de Parques Nacionales, administrados por el Sistema Nacional de Áreas de Conservación. El parque más grande que hay en el país es el Parque nacional marino Las Baulas.